# Sadisme et masochisme au cinéma
Le sadisme et le masochisme sont deux thèmes présents dans le septième art. Plutôt que de parler de sadomasochisme ou BDSM au cinéma, cet article sépare le sadisme du masochisme, ce qui permet de traiter l'ensemble des films, qu'ils abordent la seule thématique du sadisme, ou bien celle du masochisme, et sans qu'il soit forcément et uniquement question de jeux sexuels contractuels.

## Distinction

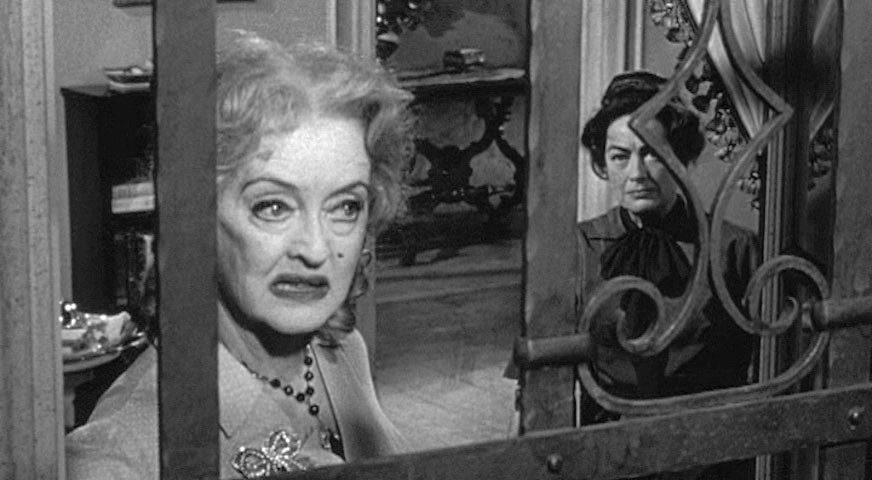
Bette Davis et Joan Crawford dans Qu'est-il arrivé à Baby Jane ?

Traiter le sadisme et le masochisme au cinéma, n'est pas traiter uniquement le BDSM, dont le but est la quête du plaisir sexuel. Selon la pure tradition hollywoodienne le masochisme au cinéma est acceptable « s’il évacue toute notion de plaisir sexuel : s’il peut incarner l’exaltation du martyre dans le plus pur style judéo-chrétien. » De même qu'aucune censure ne frappera les films historiques au sadisme exacerbé. Films où l'on met en images des scènes de fouet à peine soutenables : Les Révoltés du Bounty. Ou encore, Qu'est-il arrivé à Baby Jane ? qui met en scène un sadisme social terrifiant, à travers un couple sadique et victime, incarné par deux sœurs.
En revanche, « que le héros vienne à succomber aux avances capiteuses de cet archétype hétaïrique qu’est la vamp, et celle-ci le conduira à l’humiliation et à la déchéance. »

## L'énigme Marlon Brando

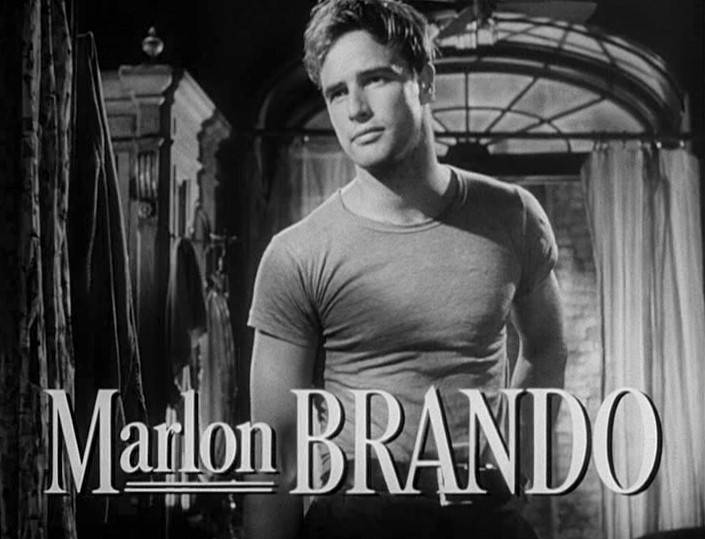
Un Tramway nommé Désir

Tout au long de sa carrière, Marlon Brando a accumulé les rôles de personnages troubles ou ambigus, anti-héros ou au contraire pervers cruels et effrayants. Acteur aux mille facettes, il avait aussi « quelque chose de dangereux, comme un parfum noir qui émanait de lui. Détestable ? Non. Au contraire, séduisant, attirant. Il avait la beauté du diable. » Si bien que certains ont pu parler de lui comme d'un « monstre », donnant l'impression que « l’écran n’est pas assez grand pour lui. »
« Brando, ce fut la contradiction même : une voix douce sur un corps de colosse une virilité féminine - ah, cette lenteur douloureuse de Sur les quais -, un sadisme alternant avec le pire des masochismes - Colombani en fait un autodestructeur compulsif - et une violence qui n'aura de cesse de tendre vers le zen, jusqu'au bouddha Kurtz dans Apocalypse Now. Des contradictions résolues très tard avec ce film-culte, mais aussi avec Le dernier tango à Paris, où il se dépouille comme jamais. C'est à la fin que le “Roi Brando” est nu. »
Parmi ses incarnations de personnages humiliés, frappés :
- Viva Zapata ! (1952) de Elia Kazan : Emiliano Zapata (Marlon Brando) est promené corde au cou comme un animal[6].
- Sur les quais (1954) de Elia Kazan : dans ce film, qui reprend le « topos » de l'homme seul dressé contre une puissante organisation (un gang qui a la haute main sur un syndicat de dockers du port de New York), une scène de passage à tabac montre un Marlon Brando, « torturé et inspiré[7] », se faisant littéralement massacrer[6].
- La Vengeance aux deux visages (1961), film qu'il réalise et dans lequel il apparaît fouetté par son ancien ami, joué par Karl Malden[6]. Jean Tulard fait ce commentaire : « Brando ne donne pas dans la simplicité, c'est le moins qu'on puisse dire, mais il est si visiblement content de se faire martyriser devant la caméra qu'on est content pour lui. »[8]
- La Poursuite impitoyable (1966) de Arthur Penn : brutale scène de passage à tabac dont est victime le shérif incarné par Brando[9].
- L'Homme de la Sierra (The Appaloosa, 1966) de Sidney J. Furie : Marlon Brando est pendu[10].
- Reflets dans un œil d'or (1967) de John Huston : Brando y joue le rôle d'un officier de l'armée qui refoule son homosexualité et est cravaché par Elizabeth Taylor[11]. « Un film sur la folie et les déviations [...] catalogue de perversions, de l'automutilation au fétichisme[12] ».

Personnages cruels ou sadiques :

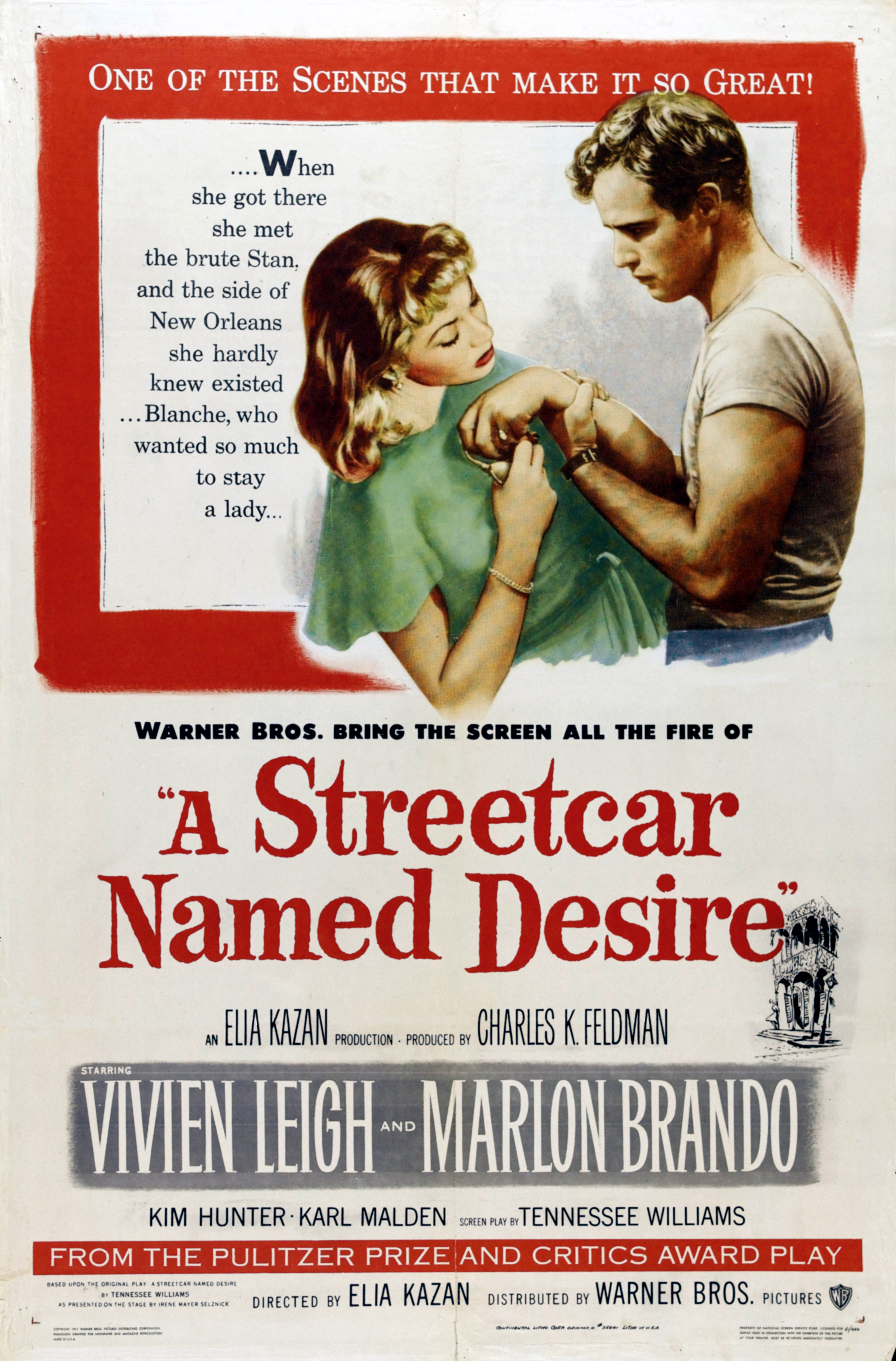
Un tramway nommé Désir

- Un tramway nommé Désir (1951) est un film d’Elia Kazan. « Tout droit sorti de l’Actors Studio Brando devient par ce film le sexe-symbol américain rêvé, aux côtés de la déjà célèbre Vivien Leigh de Autant en emporte le vent, à cette époque déjà légèrement atteinte de la tuberculose qui l’emportera. Elia Kazan : “Brando possède vulgarité, cruauté, sadisme, et il a en même temps quelque chose de terriblement attirant.”  La vieille Amérique du Sud est détruite par la nouvelle et jeune Amérique, et le film remporta un immense succès malgré le scandale qu’il suscita dans certains milieux bien-pensants. »[13]
- Le Corrupteur (1971) de Michael Winner : dans une grande demeure bourgeoise, le domestique irlandais Quint, vulgaire, brutal, négligé et pervers, impose son autorité sur les occupants d'une grande demeure bourgeoise, et en particulier sur la jeune gouvernante qui se soumet totalement à sa domination, se faisant ligoter et fouetter[10]. Jean Tulard souligne « l'atmosphère pesante et étouffante [du film] malgré les échappées dans la campagne anglaise et [la] présence écrasante de Marlon Brando. »[14]
- Missouri Breaks (1976) de Arthur Penn : dans un face à face tendu avec Jack Nicholson, Brando campe un « régulateur » tueur de voleurs, aussi fantasque et impitoyable que pervers[15].
- Apocalypse Now (1979) de Francis Ford Coppola : Brando y joue le rôle de l'effrayant et violent colonel Kurtz, génie du mal aussi séduisant qu'inquiétant, « souverain des ténèbres » qui, caché dans la jungle, règne par la terreur sur un groupe d'indigènes[16].

## Masochisme
À propos de masochisme au cinéma Michel Etcheverry nous dit : « Ce penchant pour le supplice cinématographique constitue le versant respectable du fantasme masochiste masculin »

### Un des personnages principaux est masochiste

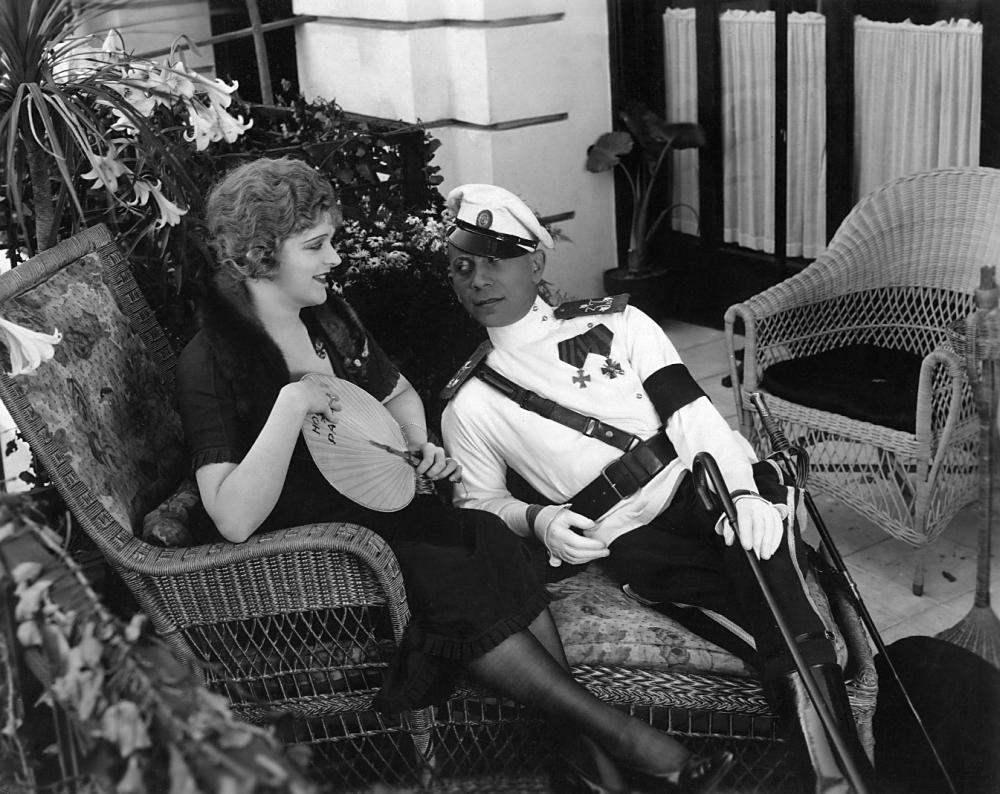
Eric Von Stroheim dans Folies de Femmes

- Eric Von Stroheim dans Folies de FemmesFolies de femmes : (Foolish Wives, 1922) est un film américain réalisé par et avec Erich von Stroheim, dans lequel il se fait contraindre, corseter par Mae Busch[17],[18]. En 2008, le film est rentré dans le National Film Registry pour conservation à la Bibliothèque du Congrès aux États-Unis.
- La Grande Illusion est un film français de Jean Renoir sorti en 1937. Dans ce film Erich von Stroheim est sévèrement contraint dans une minerve, et à ce titre, il est cité par Jean Streff[19], qui cite à son tour Krafft-Ebing et le plaisir masochiste de la contrainte : « Il y a quelque temps on a observé à Berlin le cas d'un officier que l'on trouva mort, étroitement enserré dans un corset, et dont on peut admettre avec certitude qu'il mourut de cette façon, sans intention de se suicider[20]. » Ce film, considéré comme un chef-d'œuvre du cinéma français et du cinéma mondial[21], est animé par un point de vue humaniste et pacifiste, à la veille de la Seconde Guerre mondiale.

Boulevard du crépuscule (Sunset Boulevard, 1950) : un film de Billy Wilder, avec William Holden, Gloria Swanson, Erich von Stroheim. Norma Desmond, interprétée par Gloria Swanson, fut une grande gloire du cinéma muet. Elle vit désormais enfermée dans une somptueuse demeure et continue à se conduire comme une idole. Elle a perdu son physique de jeune première, mais son caractère s'est durci : capricieuse, autoritaire, narcissique, dominant et manipulant son valet, etc. Elle aurait, selon Georges de Coulteray, « la gifle mondaine »
- Jeanne Moreau aux pieds d'Ettore Manni dans Mademoiselle de Tony Richardson (1966) : « La vengeance d'une masochiste éconduite peut devenir redoutable. C'est ainsi qu'après avoir passé une journée dans les bois à se traîner (au sens propre du terme) dans son ombre, à ramper à ses pieds, à embrasser ses chaussures, à le lécher comme une chienne et à répondre aux coups de sifflet en aboyant, l'institutrice d'un petit village de Corrèze (Jeanne Moreau) fera chasser le bel ouvrier saisonnier italien (Ettore Manni) en l'accusant de viol »[23].
- La Mort trouble (Férid Boughedir et Claude d'Anna, 1969)[24].

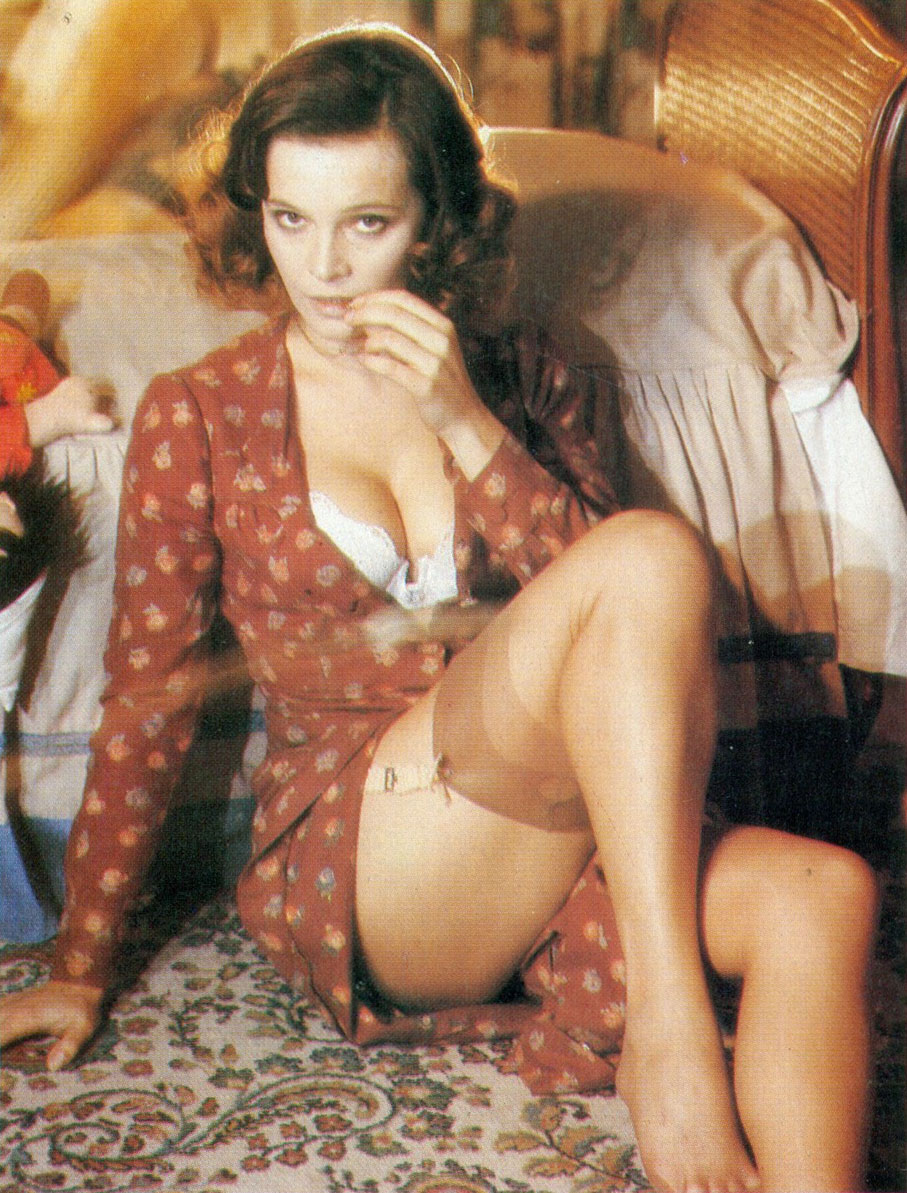
Laura Antonelli dans Malicia

- Malicia (Malizia, Salvatore Samperi, 1973) : « une bonne très docile »[25].
- Liza (La Cagna, 1972) Prête à tout pour séduire, quitte à tuer le chien du maître pour devenir sa chienne (cagna). « (Catherine Deneuve), jeune femme ayant quitté sa croisière sur un coup de tête et s'accrochant à lui désormais. Seulement les minauderies et caprices de Liza ne trouvent guère d'échos chez un Giorgio qui s'il n'est pas insensible à ses charmes préférera toujours la compagnie et la conversation de son chien... Qu'à cela ne tienne la belle va provoquer la mort du canin pour susciter plus d'attention, jusqu'à se substituer à lui dans un jeu d'amour et de soumission étrange et dangereux. »[26]
- Histoire d'O (Just Jaeckin, 1975), inspiré du roman éponyme de Pauline Réage (1954) est « d'abord un cri d'amour, celui d'une femme qui veut appartenir corps et âme à son amant »[27].
- L'esclave (1975) de Radley Metzger : un homme retrouve une amie de longue date, qui l'entraîne dans son monde sadomasochiste. Adaptation du roman L'image de Catherine Robbe-Grillet (publié sous le nom de plume Jeanne de Berg).
- Sick: The Life & Death of Bob Flanagan, Supermasochist (1997) est un film documentaire réalisé par Kirby Dick : « Un portait visionnaire et déconcertant d'un homme atteint de mucoviscidose. En l'occurrence, un artiste performeur qui explore avec un masochisme extrême les frontières de la douleur, de la sexualité et de la mort[28]. »[29]
- Erik Lamens, Domination (nl)[30] (2009). Le film retrace de façon romancée l'histoire authentique du juge Koen Aurousseau, qui accède aux désirs masochistes de sa femme Magda[31].

### Un des personnages a subi des violences non consenties et bascule vers le masochisme charnel
- Portier de nuit (1974) de Liliana Cavani avec Dirk Bogarde et Charlotte Rampling : une ancienne déportée retrouve son ancien bourreau SS, avec qui elle a eu une relation amoureuse, et renoue avec lui des rapports contractuels[32]. Le film suscita de nombreuses polémiques, en raison des flash-back dérangeants qui exposent la relation sadomasochiste entre Max et Lucia, totalement déconnectée de la réalité atroce de l'univers concentrationnaire. En particulier, Michel Foucault critiqua sévèrement cette vision sexualisée du nazisme, s'étonnant que tout un « imaginaire érotique de pacotille [soit] placé maintenant sous le signe du nazisme »[33].
- Attache-moi ! (1990) de Pedro Almodóvar avec Antonio Banderas et Victoria Abril. « Marina [une actrice porno] finit par être troublée par l’amour que cet homme [Ricky, qui la séquestre] lui porte. Dans un monde conventionnel, les journaux feraient leur une avec cet exemple de syndrome de Stockholm [...] Attache-moi! est insolite et intrigant, mais aussi provocant et drôle, passionnel et violent, dans la lignée de La Loi du désir. C’est sans doute le plus optimiste des films sadomasochistes. »[34]
- Elle (film) (2016) de Paul Verhoeven avec Isabelle Huppert et Laurent Lafitte : « Une femme d'affaires, victime un soir, dans sa belle maison bourgeoise, d'un viol perpétré par un homme cagoulé, qui la roue de coups. Une scène digne des jeux vidéo qu'elle produit pour son travail Michèle (Isabelle Huppert) en touche à peine un mot à ses proches et ne va pas se plaindre à la police. Elle s'achète une bombe de gaz lacrymogène, dort avec un marteau. Et continue sa vie, entre une mère botoxée, un ancien mari déprimé, un fils en mal de paternité et un futur ex-amant qui n'est autre que le mari de sa meilleure amie. Elle soupçonne un temps son violeur d'être lié à l'histoire qui a brisé son enfance: celle d'un père massacreur d'enfants, qu'elle n'a jamais voulu revoir, et qui ressurgit à la faveur de sa demande de libération conditionnelle. (…) Fille d'un monstre, Michèle devra subir un nouveau viol avant de démasquer son agresseur, qui la violera à nouveau, cette fois avec son plein consentement, dans une scène mémorable où humour et perversité s'entremêlent. Jusqu'à l'orgasme. »[35]

### Films contenant une ou plusieurs scènes BDSM
- Trans-Europ-Express (Alain Robbe-Grillet, 1967) : « Gare du Nord. Trois personnes montent dans un Trans-Europ-Express à destination d’Anvers. Pendant le trajet, elles imaginent un film qui commence dans ce train. Un trafiquant subalterne surnommé Elias a pris en charge une valise à double fond qui doit lui permettre de rapporter de la cocaïne. Mais ce premier voyage est en réalité un coup d’essai, exécuté à blanc. L’organisation qui l’emploie veut le mettre à l’épreuve et savoir s’il est capable de maîtriser une obsession sexuelle singulière : Elias est en effet attiré par les scènes de violence, les filles attachées, les vêtements déchirés… »[36]
- Premier amour, version infernale (1968) de Susumu Hani : Shun, ciseleur en orfèvrerie, d'un caractère plutôt timide et docile, s'éprend de Nanami, employée dans un peep-show, jeune femme extravertie et anticonformiste. Très inhibé, le jeune homme refuse toute relation sexuelle. Les deux amants se contentent d'échanger leurs propres souvenirs d'adolescents. Mais, ils ne savent comment exprimer leurs sentiments et encore moins ce à quoi ils aspirent. « On retrouve ici son sens de la transgression dénuée de rage, comme innocente, son humour poignant, sa prédilection pour les jeux et rituels (le cache-cache des enfants masqués dans le cimetière), l’évocation sans détour, mais sans complaisance, de pratiques sexuelles déviantes, notamment lors d’une scène fameuse de séance de photos bondages et sadomasochistes »[37]
- L'Amour à cheval (La Matriarca de Pasquale Festa Campanile, 1968) nous dépeint la vie d'une jeune veuve (Catherine Spaak) qui se décide à explorer de nombreuses facettes de l'érotisme, qui jusque-là lui étaient étrangères. Ces découvertes la conduiront entre autres dans des expériences sadomasochistes[38].
- Dans Le grand frisson de Mel Brooks (High Anxiety, 1977), l'infirmière Diesel (Cloris Leachman) entretient une relation BDSM avec son amant, qu'elle soumet à du bondage dans le placard de son logement de fonction[39],[40].
- La Gueule de l'autre (1979) de Pierre Tchernia, avec Jean Poiret, Michel Serrault. Ce film grand public contient une scène fortement connotée BDSM, où Marie-Hélène Perrin, incarnée par Andréa Parisy, allongée sur le lit conjugal en tenue de cuir, implore son mari, interprété par Michel Serrault, lui aussi vêtu de cuir, d'être cruel envers elle.
- Pulp Fiction (1994) de Quentin Tarantino contient une scène très fugace montrant un esclave bardé de cuir et de clous recevant des ordres de celui qui lui sert de maître ;
- La Secrétaire : un film de Steven Shainberg (2002), avec James Spader, E. Edward Grey, Maggie Gyllenhaal et Lee Holloway. « Le genre : fais-moi mal. La plaie aime-t-elle le couteau ?... Freud le premier maria le sado au maso, deux moitiés de la même orange amère »[41].
- Dans En liberté ! de Pierre Salvadori (2018), une lieutenant de police cache dans un club BDSM un suspect qu'elle souhaite protéger[42].

### Dominatrices

#### Films où une ou plusieurs dominatrices sont mises en scène

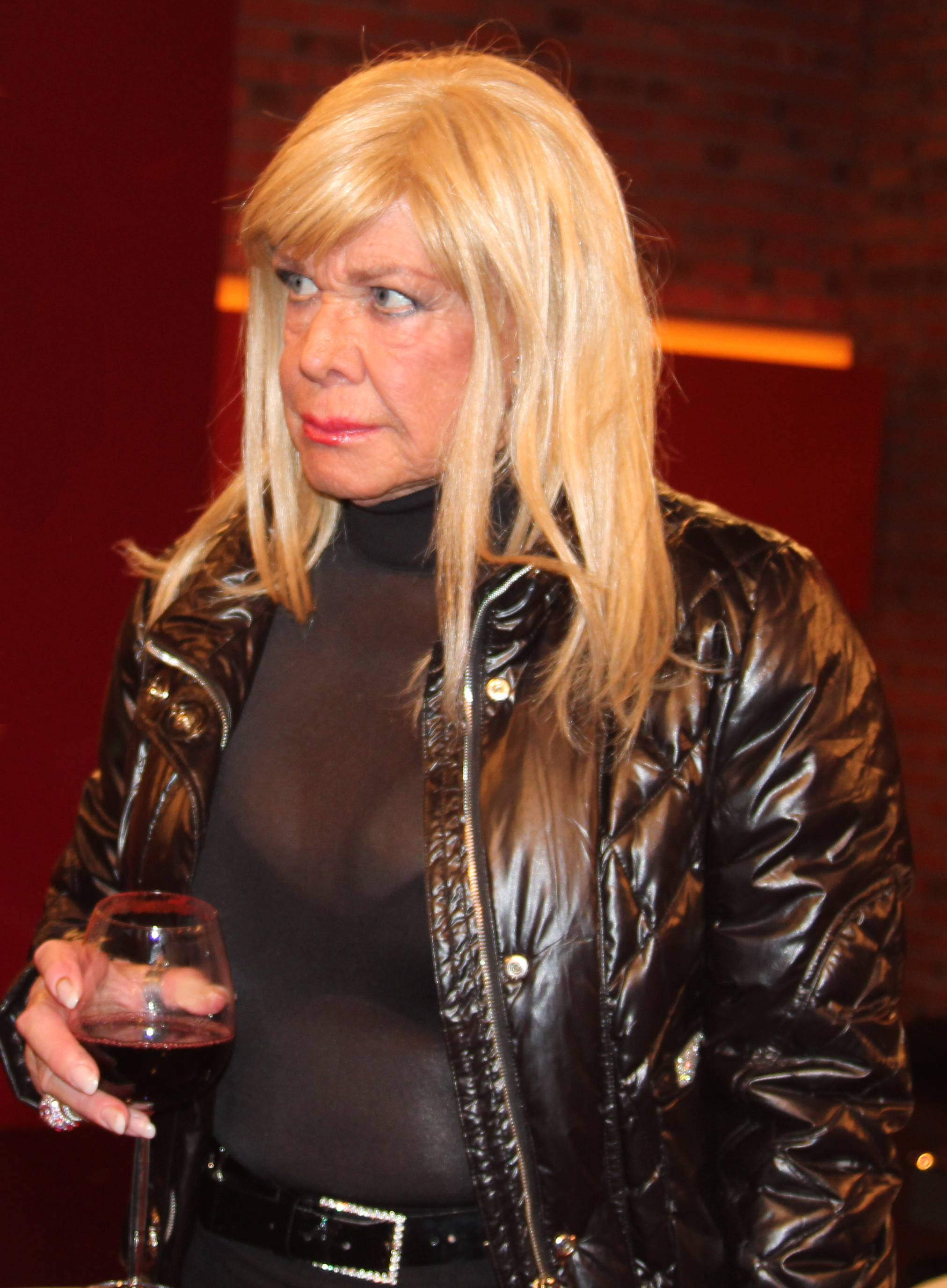
Ingrid van Bergen

- L'actrice Ingrid van Bergen, dominatrice anti-nazis dans Trahison sur commande (George Seaton,1962)[43].
- Dorothea (1973) de Peter Fleischmann. Une jeune fille de bonne famille s'initie au plaisir en prenant les chemins parmi les moins conventionnels[44].
- Maîtresse (1975) de Barbet Schroeder : une plongée dans l'univers d'une dominatrice professionnelle.
- L'Empire des sens (1976) est un film franco-japonais de Nagisa Ōshima inspiré d'un fait divers authentique qui défraya la chronique en 1936 : « l’histoire d’un couple, un maître d’auberge et sa servante, entraîné dans une spirale érotique et sadique extrême qui mène à leur autodestruction et à la mort d’un des amants[45]. » Passion érotique, jusqu'à la mort donc, liant une ancienne geisha, devenue prostituée, Sada Abe, et son amant, qu'elle finit par tuer en l'étranglant, avant de l'émasculer. Elle sera ensuite arrêtée, errant hallucinée dans les rues, tenant à la main les attributs de Kichizo. Ce film montre des échanges de gifles, de coups demandés et acceptés, interrogeant ainsi sur les limites de l'érotisme ; censuré au Japon pour obscénité, il suscita de vives polémiques, notamment du fait que les scènes érotiques ne sont pas simulées, comme dans un film pornographique. Comme le titre original en japonais l'indique (Ai no corrida, littéralement « Corrida d'amour »), Oshima considère qu'entre la passion physique, la jouissance née du plaisir sexuel et la mort, il y a « un lien indissoluble. Dans l'extase de l'amour, ne s'écrit-on pas : “Je meurs ?” »[46]
- La Femme flambée (Die flambierte Frau, 1983), drame de mœurs allemand de Robert van Ackeren, coécrit avec Catharina Zwerenz, avec Gudrun Landgrebe et Mathieu Carrière, est le portrait d'une jeune femme qui décide de devenir dominatrice professionnelle. Tout va « bien » jusqu'au moment où elle tombe amoureuse d'un escort-boy bisexuel et dominateur à ses heures. Peu à peu ce « gigolo qui se prénomme Chris [...] a du mal a supporter les activités d’Eva qui prend un certain plaisir à être une dominatrice sadomasochiste »[47].
- Tokyo décadence (1992) de l'écrivain et réalisateur Ryu Murakami : « itinéraire d'une prostituée spécialisée dans le sadomasochisme »[48] qui souffre des fantasmes de ses clients (domination, nécrophilie) et, repliée sur elle-même, rêve de son amour perdu, tout en se liant avec une dominatrice. Celle-ci aussi insensible et sardonique que les autres lui permet malgré tout de sortir de sa solitude.
- Preaching to the Perverted (1998) de Stuart Urban : un jeune homme est chargé, par les censeurs vertueux, d'enquêter dans le milieu des sexualités plurielles à Londres. Il tombe amoureux d'une dominatrice[49].
- Going under (2004) de Eric Werthman : un homme marié entame une relation adultère sadomasochiste avec une dominatrice professionnelle[50].
- Mr. et Mrs. Smith (2005) de Doug Liman : dans une scène, le personnage interprété par Angelina Jolie se fait passer pour une dominatrice pour accomplir une mission[51].
- Une histoire d'amour (2013) : « Premier long-métrage de l'actrice Hélène Fillières. Une histoire d'amour met en scène Benoît Poelvoorde et Laetitia Casta en amants sulfureux. Une jeune femme trompe son mari vieillissant avec un autre homme qui l'initie aux armes et au sado-masochisme. L'argent s'y mêle et plonge le couple dans les affres du pouvoir. Un drame noir et intense, inspiré du roman  Sévère  de Régis Jauffret, porté par un duo d'acteurs au sommet. »[52]
- My Mistress (2014) est un film australien réalisé par Stephen Lance avec Emmanuelle Béart, Harrison Gilbertson, Rachael Blake. Une folle passion entre un adolescent et une dominatrice française[53].

#### Les femmes fatales
« À bien des égards, [la femme fatale] apparaît comme l’archétype de la femme dominatrice recherchée par le masochiste [...] elle est surtout la créature du masochiste, davantage que sa tortionnaire. Le rôle de la femme dominatrice dans le fantasme masochiste a été parfaitement résumé par Gilles Deleuze dans sa célèbre introduction à La Vénus à la fourrure, de Sacher-Masoch », écrit Michel Etcheverry. Et selon lui, une lecture attentive de Basic Instinct (film de Paul Verhoeven, 1992) et Body (film d'Uli Edel, 1993) en est la parfaite illustration.

Affiche de Autant en emporte le vent lors de sa ressortie en 1967.

- Inspiré du roman homonyme de Margaret Mitchell, Autant en emporte le vent (Victor Fleming, 1939) nous dépeint une Scarlett O'Hara dont Julie Brugier (Université Paris-Ouest Nanterre-La Défense) dira qu'elle « devient une figure de tentatrice et de femme fatale, à la personnalité inquiétante »[54], s'appuyant pour cela sur ce qu'en dit elle-même Margaret Mitchell[55].
- Dans Johnny Guitare, film de Nicholas Ray de 1954, la rivalité s'attise entre deux femmes : l'une mal-aimée des habitants, l'autre convaincue que le compagnon de cette dernière est responsable de la mort de son frère. « (...) d’un côté la tenancière, libre et indépendante, interprétée par Joan Crawford (au jeu volontairement rigide) ; de l’autre la propriétaire terrienne, jalouse et frustrée, incarnée par Mercedes McCambridge. Face à elles, les hommes deviennent des enfants impuissants. »[56].
- Comme un clin d'œil au fantasme de Masoch qui rêvait de « femmes gros chats »[57], Tim Burton nous offre dans Batman : Le Défi (1992) une Catwoman particulièrement féline, incarnée par Michelle Pfeiffer, véritable nemesis[58] de Batman sous l'image d'une dominatrice en combinaison de vinyle brandissant son fouet[59].

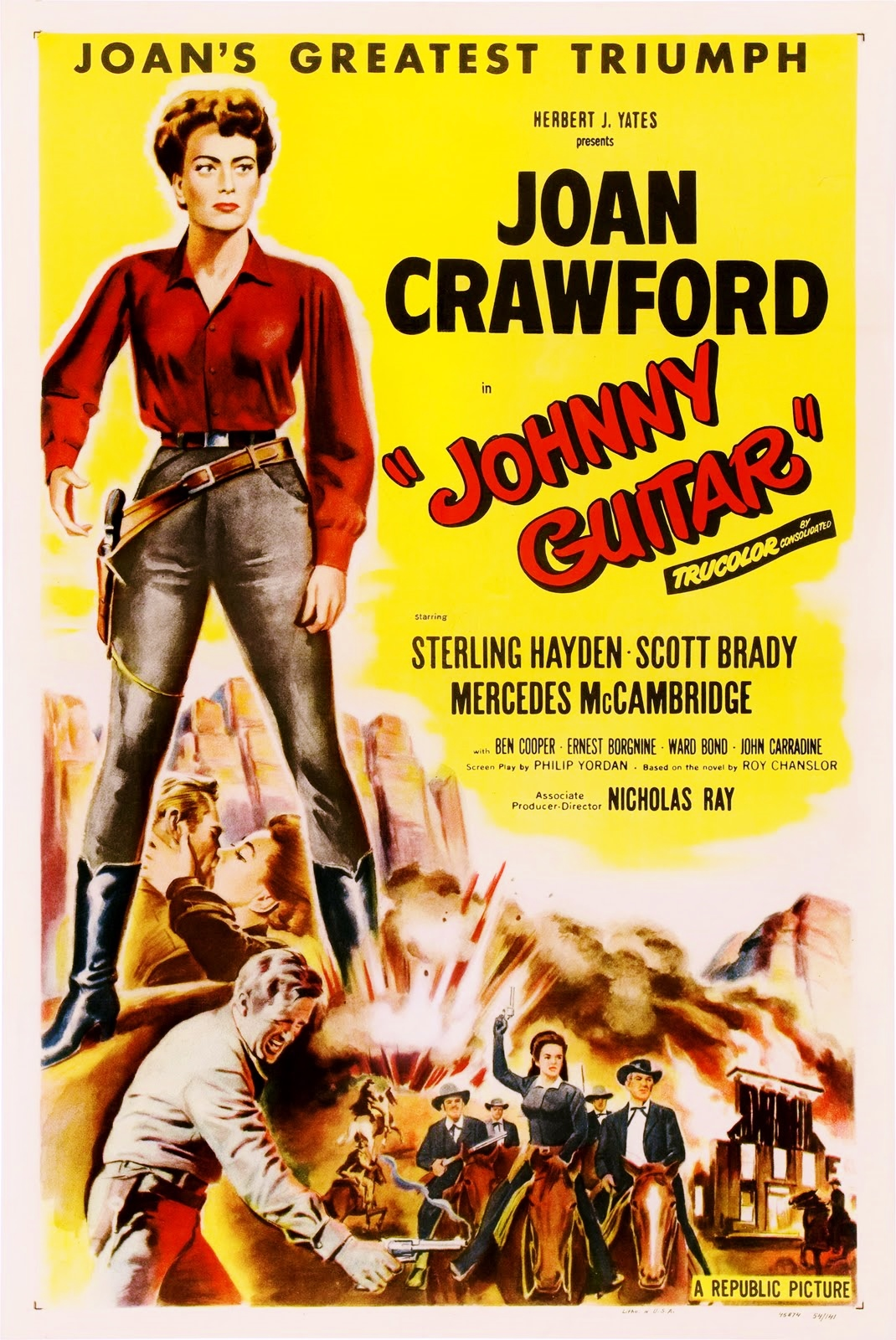
L'affiche de Johnny Guitare

- Chicago (Rob Marshall, 2002) : à Chicago, dans les années 1920, les meurtrières Roxie Hart (qui a tué son amant) et Velma Kelly (qui a tué son mari et sa sœur) sont prêtes à tout, l'une pour éviter la peine capitale (Velma), l'autre pour éviter aussi la peine capitale et... devenir célèbre (Roxie). Aidées par un célèbre et brillant avocat, Billy Flinn, les deux meurtrières vont enchaîner coup bas sur coup bas pour parvenir à leurs fins. Elles découvriront qu'à Chicago, même la popularité des meurtres est passagère[60],[61].
- Le diable s'habille en Prada (film de David Frankel, 2006) est une adaptation du roman homonyme de Lauren Weisberger, montrant « Meryl Streep dans le rôle de la rédactrice en chef sadique »[62].
- Wonder Woman (Patty Jenkins, 2017) : inspiré de la série télévisée éponyme, l'histoire se situe avant que Diana ne devienne Wonder Woman. La menace d'une guerre effroyable lui fait prend conscience de ses pouvoirs, qu'elle va utiliser pour l'enrayer[63].
- My Wonder Women (Angela Robinson, 2018) : biopic consacré à William Marston, créateur du personnage de Wonder Woman, que lui inspira son goût pour le bondage[64].

##### Marlene Dietrich
Josef von Sternberg

« Appelé en Allemagne par E. Pommer, directeur de la UFA, il se voit proposer une vie de Raspoutine, qu'il refuse, et une adaptation du Professor Unrat d'Heinrich Mann, qu'il accepte : c'est L'Ange bleu (Der blaue Engel, 1930), qui marque sa rencontre avec celle dont il va faire, film après film, un mythe universel, Marlene Dietrich. La version anglaise de l'œuvre ne sortira aux États-Unis qu'après le deuxième film de Sternberg et Marlene, Morocco : Cœurs brûlés. L'Ange bleu comme Cœurs brûlés sont des films marqués par une fatalité trouble, que Sternberg, dont le style flamboyant ne s'est pas encore totalement affirmé, traduit en images raffinées jusqu’à la plus extrême sophistication. En 1931, le cinéaste fait de Marlene Dietrich une espionne dans le style de Mata Hari [...] Il retrouve peu après Marlene Dietrich dans une aventure exotique, Shanghaï Express (1932), lointainement inspirée de Boule de Suif. Femme fatale, Marlene s'y sacrifie pour sauver les passagers d'un train arraisonné par des brigands, et Sternberg nous parle, avec élégance et raffinement, des rapports de l'homme et de la femme, rapports entachés de sadisme et de masochisme, qui constituent son thème de prédilection. »

— Extrait du Grand Larousse encyclopédique

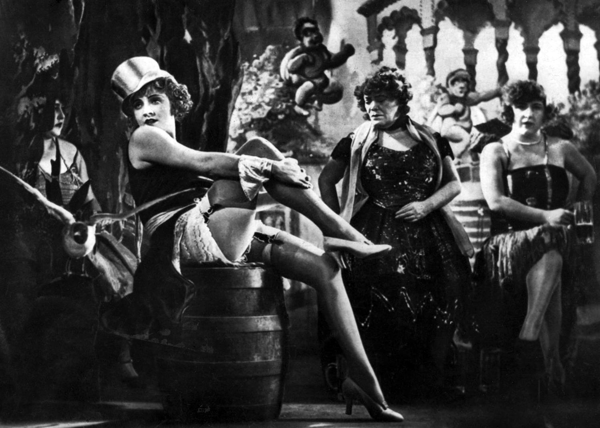
L'Ange Bleu

- L'Ange bleu (film, 1930), réalisé par Josef von Sternberg : le professeur Immanuel Rath (Emil Jannings) tombe amoureux fou de Lola-Lola (Marlene Dietrich), une artiste de cabaret. Il l'épouse, mais il devient victime de cette femme fatale qui l'humilie de plus en plus, et causera sa perte. Dans sa descente aux enfers, il se trouve réduit au rôle de bouffon. Licencié de son poste d’enseignant, bafoué, trompé, humilié, ridiculisé, il se suicide dans sa salle de classe tant regrettée[66].
- La Femme et le Pantin (1935) est un autre film de Josef von Sternberg avec Marlene Dietrich, dont le titre original est The Evil is a Woman, « le Mal est une Femme »[67].

##### Rita Hayworth

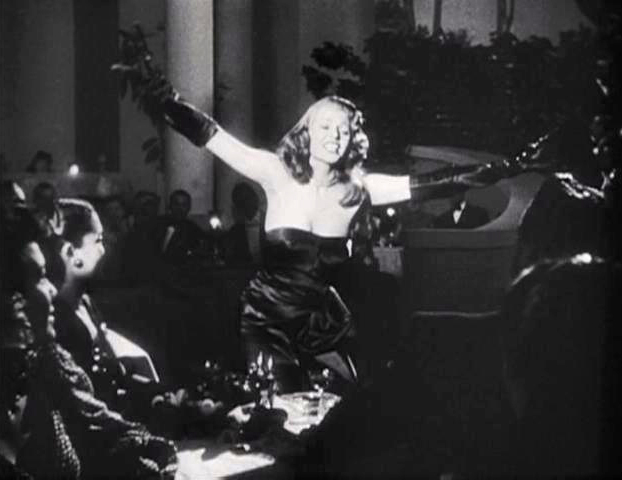
Gilda

- Gilda (film de Charles Vidor, 1946) : « L'une des scènes les plus célèbres de Gilda est celle où Rita Hayworth débute un séduisant strip-tease sur la chanson Put the Blame on Mame. Elle se contente cependant de retirer ses longs gants noirs, mettant ainsi ses bras à nu »[68].

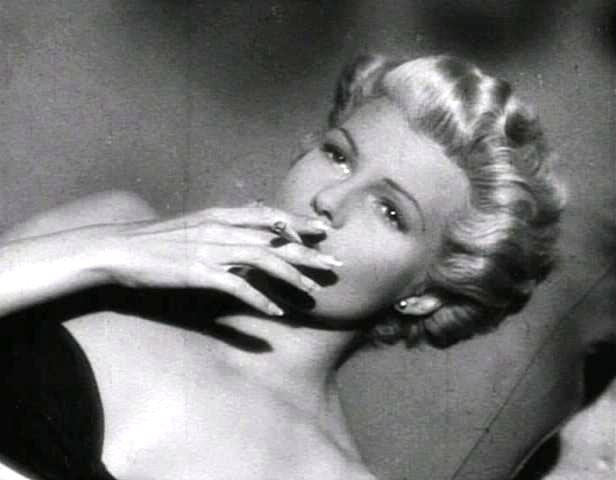
La Dame de Shanghai

- La Dame de Shanghai (film de Orson Welles, 1947) : « Si Rita Hayworth y interprète un archétype de la femme fatale, le cinéaste remplit son personnage d’annotations autobiographiques, sur la trahison, la dépendance et la déception amoureuse [...]  L’idée de sacrifier la longue chevelure rousse de « la plus belle femme du monde » pour une coupe courte blonde oxygénée passa pour un sacrilège, voire un règlement de comptes. Il n’empêche que Rita Hayworth est somptueuse – et vénéneuse – dans La Dame de Shanghai »[69].

##### Brigitte Bardot
Selon Marie Claire, Brigitte Bardot « demeure l’incarnation même de la femme fatale française ».

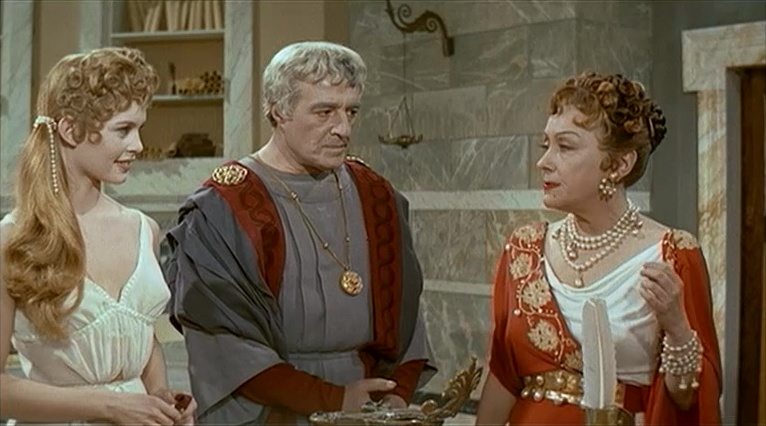
Brigitte Bardot, Vittorio De Sica et Gloria Swanson dans Les Week-ends de Néron

- Dans Les Week-ends de Néron (Steno, 1956), elle incarne Poppée, la future seconde épouse du despotique empereur[71].
- Et Dieu… créa la femme (Roger Vadim, 1956) fait la part belle à la beauté et à la sensualité de Juliette, qui fait chavirer les cœurs. « Il aura suffi d'un seul film, « Et Dieu créa la femme », réalisé en 1956 par Roger Vadim, pour que Brigitte Bardot devienne un mythe du cinéma mondial. La première actrice à assumer son statut de sexe-symbole »[72].
- Dans En cas de malheur (Claude Autant-Lara, 1958), elle incarne une jeune femme immorale qui assomme une femme pour la dévaliser, puis entretient une liaison avec avocat marié (Jean Gabin) en échange de son acquittement et dont elle tombe enceinte, tout en vivant une romance cachée avec un jeune étudiant.
- La Femme et le pantin (Julien Duvivier, 1959) est un remake du film homonyme de Josef von Stenberg (1935), et constitue la troisième des cinq adaptations cinématographiques, à ce jour, du roman de Pierre Loüys (1898). Dans cette adaptation, Brigitte Bardot campe le rôle précédemment interprété par Marlene Dietrich.
- Dans La Vérité (Henri-Georges Clouzot, 1960), elle incarne une jeune femme séduisante jugée en assises pour le meurtre de son amant. « Rapidement, l’enjeu du procès se dessine en ces termes : faut-il voir dans cet acte un crime passionnel, le geste désespéré d’une fille perdue, séduite et abandonnée ? Ou au contraire s’agit-il d’un meurtre prémédité, la vengeance d’une séductrice dépravée et manipulatrice ? Pour déterminer si Dominique a été la proie abusée ou la prédatrice fatale, l’audience prend la forme d’une inquisition : c’est moins pour ce qu’elle a fait que pour ce qu’elle est (marginale, oisive, provocante, désirante) qu’elle sera jugée. »[73]

### Travestissement
Le masochisme peut prendre les diverses formes du travestissement. Ainsi, à propos du « masochisme dans le cinéma comique », Jean Streff écrit : « Le ridicule ne tue pas, il fait même jouir. »
Selon lui, il y aurait un masochisme conscient ou inconscient chez le héros travesti au cinéma. Il remarque dans son livre que « l’aspect délibérément parodique de ce travestissement et son origine le plus souvent impérative (nécessité de la situation ou caprice de la « maîtresse ») assigne au héros cinématographique et au masochiste civil une fonction rigoureusement identique : être contraint et forcé, en butte au rire sarcastique des spectateurs. »
Par ailleurs, le neuro-psychiatre André Brousselle, partant des travaux de Sigmund Freud, « nous mène à prendre en compte l’importante problématique de l’identité, et d’autres culpabilités – celle du travestissement de l’identité sexuée ».

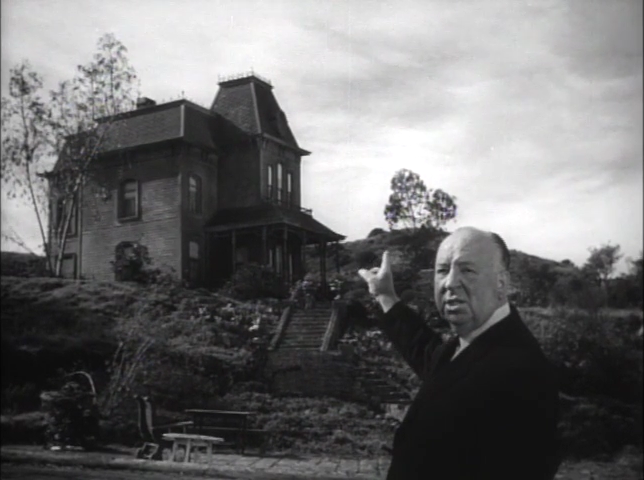
Alfred Hitchcock devant la maison de Norman Bates (Psychose)

- Mam'zelle Charlot (1915) de Charlie Chaplin : « Chaplin se travestit en jeune fille. Tant qu’il conserve sa moustache, ce n’est guère convaincant (!) mais dès qu’il la rase, on peut dire que le résultat est assez… trompeur »[77].
- Entr'acte (1924) de René Clair : une surréaliste ballerine en tutu… barbue. « Quelle beauté et quelle grâce dans le mouvement aérien de ces sveltes guibolles dont on s’aperçoit lors d’un changement de plan qu’elles sont celles d’un homme à la barbe fournie travesti en ballerine : Picabia himself. Sur la toile comme à la scène, l’artiste est toujours là pour prendre le bourgeois fat au piège de son propre désir »[78].
- Viktor und Viktoria (1933) de Reinhold Schünzel : la version originale du film de Blake Edwards, dans un Berlin décadent en voie de disparition. « C’est un film de transition entre la République de Weimar qui vit s’épanouir une forme de liberté sexuelle et un relâchement des mœurs – Viktor Viktoria est une comédie de travestis – et le nouveau régime nazi qui encourage les films rassurants et divertissants, porteurs d’une morale petite bourgeoise »[79].
- L'Impossible Monsieur Bébé (1938) de Howard Hawks : Cary Grant dans son déshabillé vaporeux criant « because I'm gay ». « Avec cet air de surprise perpétuelle devant les désastres qui l'assaillent, Cary Grant joue les passifs : à la suite d'une machination, il est contraint de revêtir le déshabillé de cette Susan qu'il ne veut pas reconnaître comme son âme soeur »[80].
- La Règle du jeu (1939) de Jean Renoir : « Après s'être érotisé dans la palpation des bas de soie, Jean Gabin demande à un jeune soldat de se travestir. Le jeune homme s'exécute et surgit bientôt en fille. Un silence général s'ensuit. C'est le silence du désir. Et Renoir le filme sur le visage interdit des hommes tandis que le jeune homme travesti avance indécis en répétant: « Ça fait drôle, ça fait drôle » »[81].

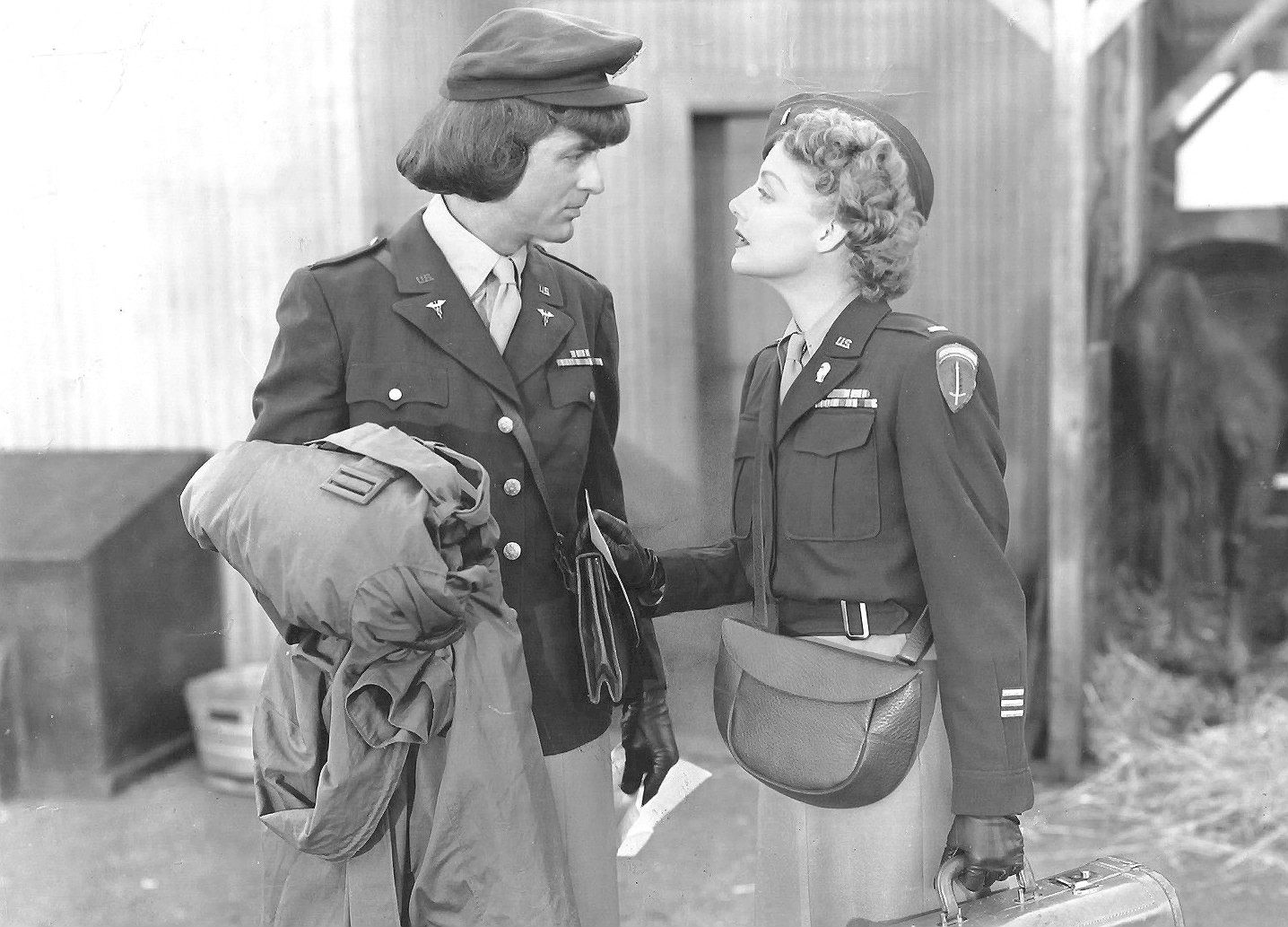
Allez coucher ailleurs

- Allez coucher ailleursAllez coucher ailleurs (1949) de Howard Hawks : Cary Grant en épouse de guerre, jouant les jeunes filles en uniforme. « Clin d’œil : l’acteur a recours à toutes sortes d’objets d’élévation mécanique de substitution et semble plutôt vouloir éviter le passage à l’acte, contrairement à son personnage… Comment ne pas voir de sous-entendu dans ses efforts vains pour introduire une poignée cassée dans le trou de la porte de sa fiancée ? Pour couronner le tout, l’armée l’enregistre sous un nom féminin, et l’acteur devra se travestir… »[82]

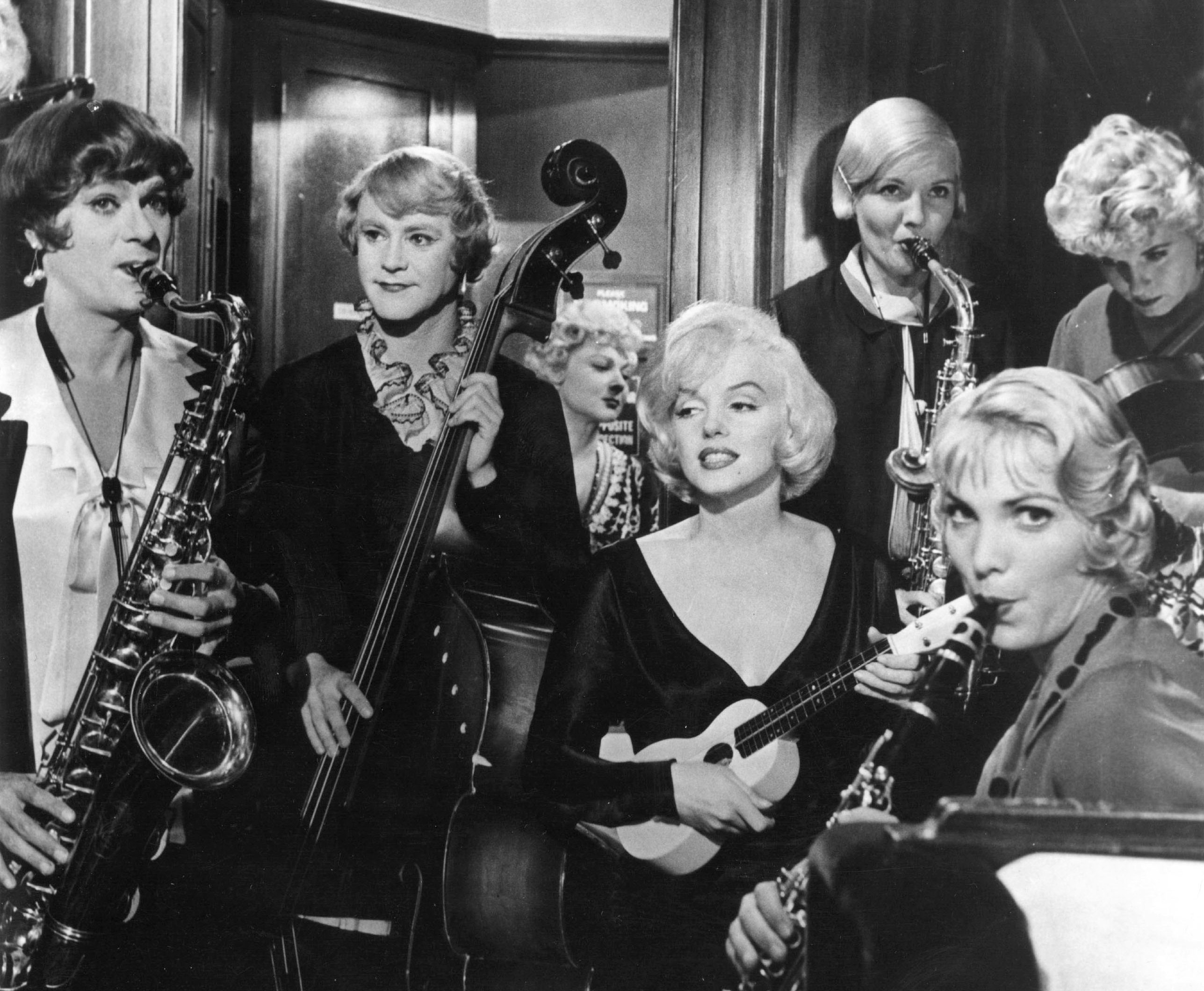
Certains l'aiment chaud : Tony Curtis (au saxophone ténor), Jack Lemmon (à la contrebasse) et Marilyn Monroe (au ukulélé).

- Certains l'aiment chaud (Billy Wilder, 1959) : en pleine prohibition, deux témoins gênants d'un règlement de comptes meurtrier échappent à leurs poursuivants en se travestissant[83]. Avec Marilyn Monroe, Jack Lemmon et Tony Curtis.
- Psychose (1960) de Alfred Hitchcock : Anthony Perkins dans le rôle du fils à maman, et celui de maman. « Dans mon roman, fidèle aux préceptes freudiens, j'ai fait de Norman Bates un travesti qui portait une perruque et les vêtements de sa mère pour commettre ses crimes »[84].
- Un, deux, trois (1961) de Billy Wilder : Hanns Lothar, sa robe à pois et ses faux seins Yankees go home. « Le directeur récupérera l’époux ébouriffé en lâchant aux mains des Russes une secrétaire aussi sexy que coopérative, voire pour plus de sûreté un travesti qui la remplace »[85].
- Les Damnés (1969) de Luchino Visconti - « Deuxième acte, deuxième dîner, point culminant du film, « la nuit d’orgie des SA, la kermesse kaki, la messe noire » (Le Nouvel Observateur). C’est la « nuit des Longs Couteaux » (juin 1934), l’élimination physique des SA, qui marque la fin de toute opposition à Hitler, libre désormais de gouverner avec l’armée et les SS. Cet évènement marque aussi « la prise de conscience de Friederich Bruckman (Dirk Bogarde), donc d’une certaine intelligentsia collaboratrice, d’avoir été joué », constate Positif. L’Express note par ailleurs à quel point Visconti renouvelle l’illustration de cet « épisode » historique, en « assimilant la ferveur nazie à la partouze, dans cette métamorphose des beaux aryens en travestis, ce mélange de poésie malsaine, de violence et d’écœurement »[86].
- La Lettre du Kremlin (1970) de John Huston : George Sanders en espion travesti à San Francisco. « Le film à costumes convenait merveilleusement à son élégance naturelle, mais on l'a beaucoup aussi aimé dans des films d'espionnage comme Le Secret du rapport Quiller (The Quiller Memorandum) et surtout La Lettre du Kremlin (The Kremlin Letter) où il se parodiait en travesti inquiétant »[87].

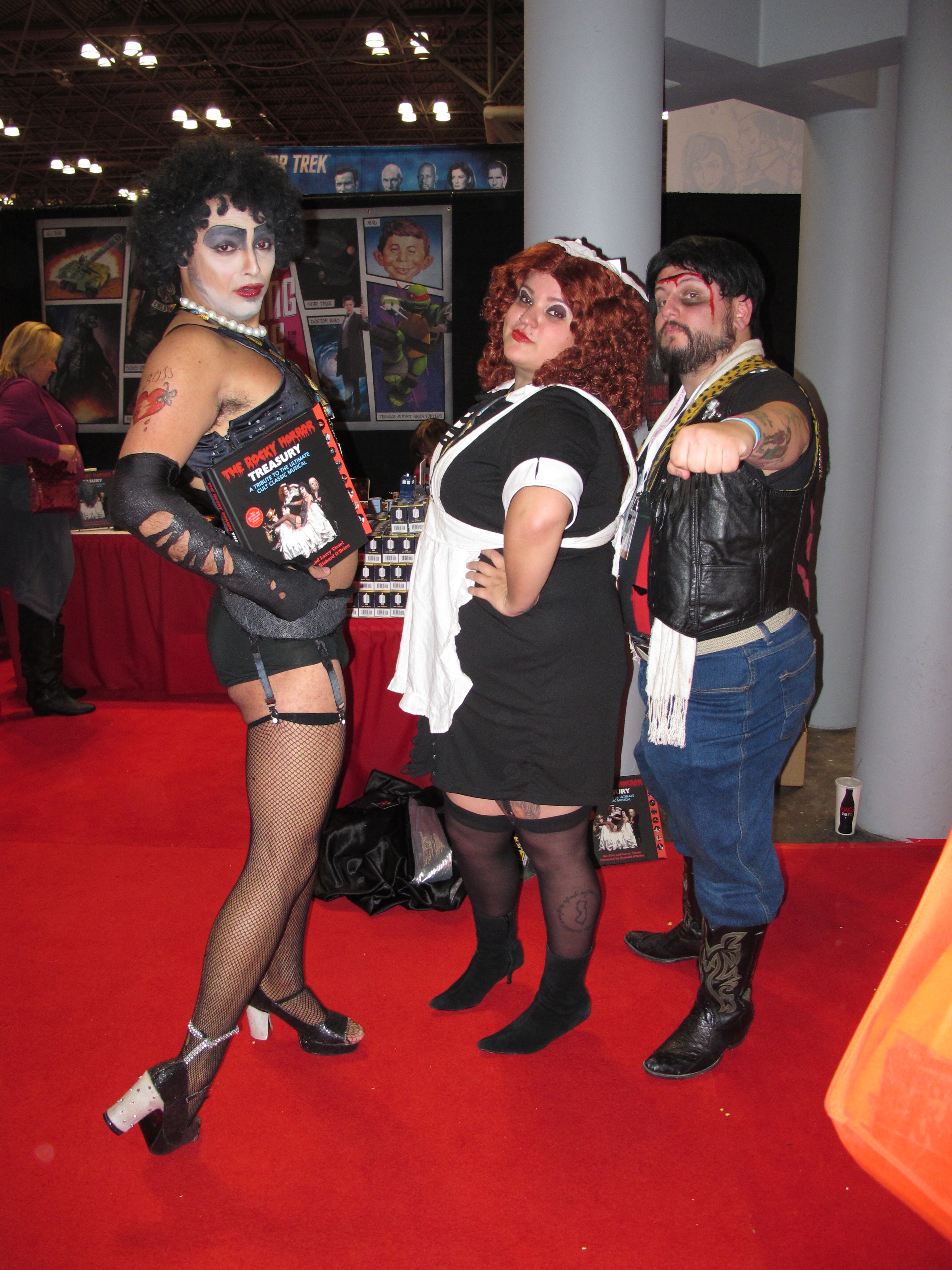
Fans du Rocky Horror Picture Show au New York Comic Con 2014

- Fans du Rocky Horror Picture Show au New York Comic Con 2014 Pink Flamingos (1972) de John Waters : « Une Castafiore décatie s'agenouille à côté d'un caniche en train de tranquillement déféquer sur un trottoir. Le travesti, car c'en est un, ramasse la crotte avec une mine goulue et la gobe promptement, avant de consciencieusement la laisser fondre sur sa langue. »[88].
- Tout ce que vous avez toujours voulu savoir sur le sexe sans jamais oser le demander (1972) de Woody Allen : « Sam adore se déguiser en femme »[89].
- La Bonzesse (1974) de François Jouffa. Un hôtel de passes où, pendant que les dominatrices s'affairent sur leurs clients, d'autres esclaves, déguisés en soubrettes et attachés, attendent dans le couloir[90]
- The Rocky Horror Picture Show est un film musical américain de Jim Sharman, sorti en 1975 et adapté de la comédie musicale de Richard O'Brien, The Rocky Horror Show créée à Londres en 1973. « Après une panne de voiture, ils arrivent lors d'une nuit orageuse dans un château peuplé de créatures étranges, dont un scientifique « travesti de Transylvanie », le Dr Frank-N-Furter (Tim Curry) et Rocky (Peter Hinwood), un « homme idéal » créé dans son laboratoire »[91].

#### Laurel et Hardy
Pour Jean Streff, Laurel et Hardy « représentent certainement l'expression comique la plus accomplie des rapports dominant/dominé en milieu homosexuel » Toujours selon Jean Streff, dans le tandem Laurel et Hardy « La plus outrageante domination est, sans conteste, la catégorie des épouses. Elles mènent leur mari à la baguette et sont « hurlantes, violentes, dévastatrices, castratrices ».
Dans un collectif préfacé par Jean Dutourd de l’Académie française, Alain Paucard nous dit qu’ils étaient désignés « sous le vocable neutre de tandem pour ne pas avoir à dire qu’ils formaient un couple, un vrai… » « Dans Twice two (1933), Hardy est marié avec Laurel travesti en femme et Laurel fait de même avec un Hardy tout aussi grimé.[…] La preuve absolue est le nombre de fois où ils se sont montrés dormant ensemble dans un lit nullement jumeau »[…] « Voilà deux hommes qui expliquent « qu’avoir un bon copain c’est plus fidèle qu’une blonde », qui se livrent à des activités fort ambigues, qui manifestent une misogynie épouvantable et les éducateurs se taisent, sont donc « objectivement complices ».[…] Ils sont bêtes et le royaume du second degré leur est fermé… »
Pour Jean-Yves Alt, « Comment ces deux "abrutis" de Laurel et Hardy ont pu échapper aux bistouris de la censure ? Parce que, dans leurs films, ça y va franchement : des mollets poilus aux talons aiguille, des pantalons envoyés en l'air, des nuits blanches transpirées dans le même lit, et même, des envie de faire un bébé ensemble… »
- Il était un petit navire : Stan Laurel travesti en vamp « emperlousée » selon l'expression de Jean Streff, flirte avec le commandant du bateau, un personnage rude et brutal : Oliver Hardy[93].
- Drôles de locataires (Another Fine Mess) est une comédie sortie le 29 novembre 1930. Le film est réalisé par James Parrott avec Laurel et Hardy sur une production de Hal Roach. Laurel incarne Agnès, la femme de chambre de Hardy, selon Jean Streff, la garde-robe de Laurel, perruque blonde, collerette en dentelle et petit tablier de soubrette, la panoplie du rituel masochiste est au complet. Et il n'y a pas que face à son complice que se manifeste le goût délibéré de Stan pour la soumission[96].
- Le valet casse tout (Early to Bed) est un film d'Emmett Flynn sorti en 1928. Stan est le valet de chambre de Hardy, qui se complaît à l'humilier et à en faire son souffre-douleur[96].
- Scram est un film de Raymond Mc Carey sorti en 1932. « Une très belle séquence de masochisme chevalin : Laurel en robe de chambre (censure oblige !) "monté" et dressé par Vivien Oakland sous l'œil inquiet, (jaloux ?) d'Hardy (…) Le dominateur (Les jeux de l'orgueil) aime parfois inverser la situation et tenir à son tour le rôle du dominé" »[96].

En 2018, sort sur grand écran le biopic Stan et Ollie, réalisé par Jon S. Baird, et qui retrace la vie des deux artistes, et leur complicité tant amicale qu'artistique.

### Mimétisme canin
Sous cette appellation, Jean Streff intègre le film suivant dans son analyse de régression masochiste : Un mari en laisse (1962) de Henry Levin : Micheline Presle traite son époux en chien, lui apprend à marcher comme un chien tenu en laisse, la patte levée pour se soulager.

### Masochisme religieux

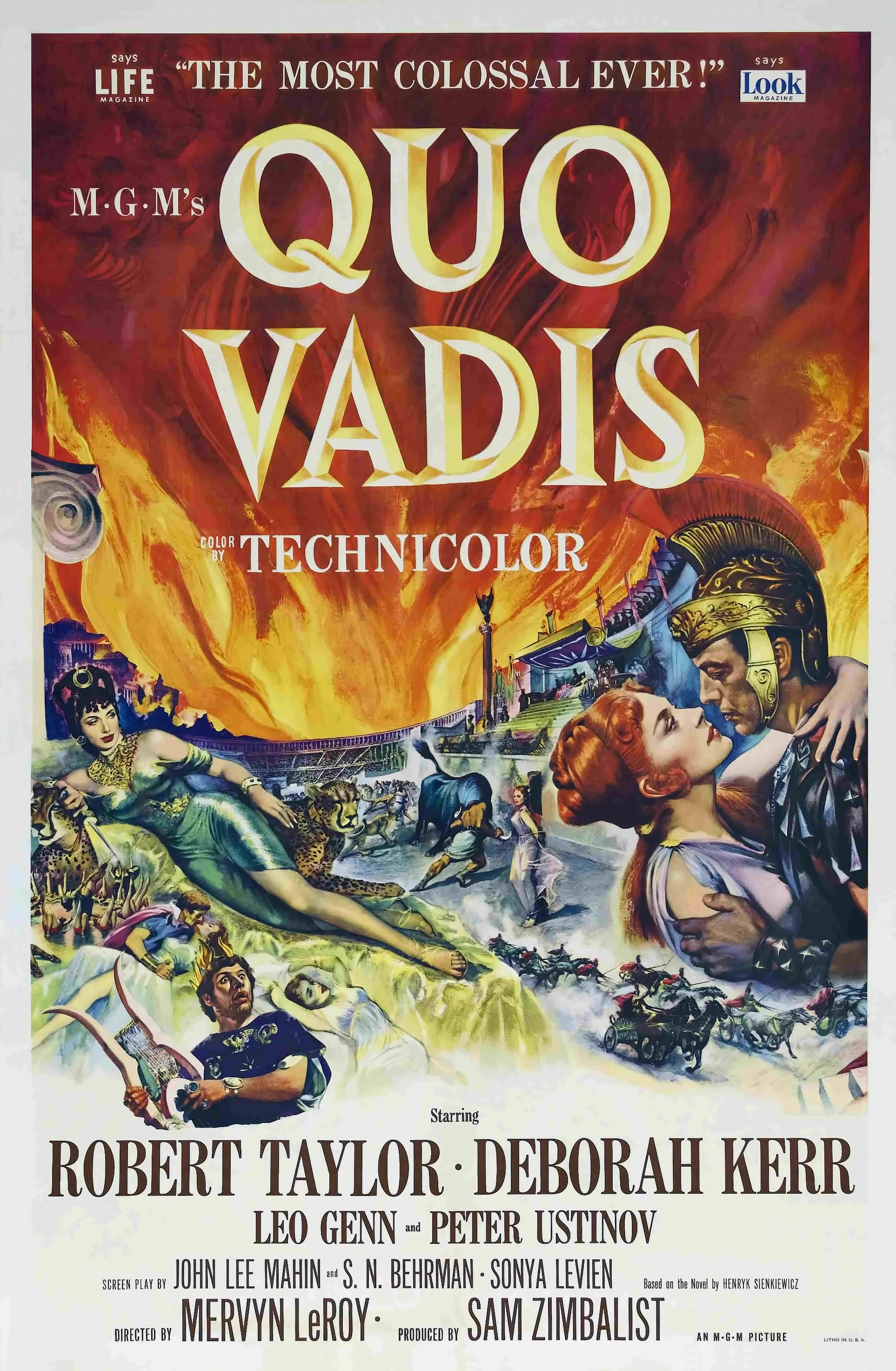
Quo Vadis

- Scène de crucifixion dans Quo Vadis (Mervyn LeRoy,1951). Selon Jean Streff, se référant à Theodore Reik, « les premiers martyrs attachaient une importance capitale au fait que leur souffrance soit publique. Ils adoraient montrer leurs blessures et leurs humiliations ; ils désiraient que le monde entier connût leur zèle passionné »[99].
- Tristesse des anthropophages (1966) est un court métrage de Jean-Denis Bonan, avec Bernard Letrou. « Ce carnaval ferait certainement la joie des clients du restaurant de Tristesse des anthropophages, qui dévorent avec appétit la "spécialité" de la maison, sortie toute fraiche et fumante des intestins de trois "cuisiniers" »[100]. « Un nouveau Christ est condamné par ses pairs à réintégrer le ventre maternel et est mené enchaîné, à coups de bâton, jusqu'à l'orifice qui va lui permettre en s'y replongeant de n'avoir jamais vécu »[101]. Selon Otto Rank le désir de retour au ventre maternel constitue un élément typique du masochisme[102].
- La Religieuse de Monza (La Monaca di Monza) (1969) est un film d'Eriprando Visconti avec Anne Heywood, Tino Carraro, Antonio Sabato, basé sur les mortifications (ceintures cloutées, corsets munis de pointes acérées, chats à neuf queues, etc.) que s'impose la pieuse héroïne, suivant les exemples célèbres de la nonne de La Sorcellerie à travers les âges (1922) de Benjamin Christensen, ou de Yvette Lebon se fustigeant frénétiquement dans Milady et les mousquetaires (1952) de Vittorio Cottafavi[103].
- Les Diables (The Devils) (1971) est un film britannique réalisé par Ken Russell, qui traite de la religion, l'inquisition et la sorcellerie sur fond de vérité historique. Pamphlet contre l'intolérance religieuse, le film, à la fois violent et érotique à la fois, s'inspire de l'affaire des démons de Loudun. Pour Jean Streff « Ken Russel a filmé les plus belles scènes de déchaînement sexuel qu'il soit données de contempler à l'écran [...] les injections de lavement à l'huile bouillante »[104].
- Dans le film Tout ce que vous avez toujours voulu savoir sur le sexe sans jamais oser le demander (1972) de Woody Allen, un rabbin est attaché sur une chaise et fouetté pendant que sa femme, à quatre pattes, mange de la viande de porc dans une écuelle.
- La conspiration religieuse du Da Vinci Code de Ron Howard (2006), inspiré du roman éponyme de Dan Brown, met en scène un tueur au service des ordres religieux, Silas, qui expie ses péchés en s'autoflagellant et en s'infligeant le supplice du cilice[105].

## Roman Polanski et l'ambiguïté du mal
« Aucun film de Polanski n'est directement autobiographique. Pourtant, tous ont à voir avec son enfance troublée, confisquée, violentée : la domination d'un être, parfois d'une communauté, sur un autre, avec ce que cela implique de sadisme et de masochisme, de réversibilité et de trouble de l'identité, y occupe une place centrale ».

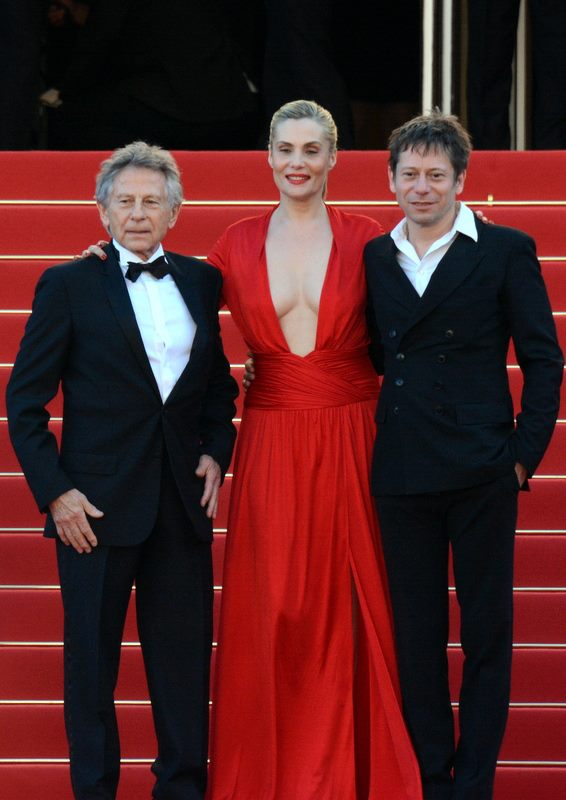
Roman Polanski, Emmanuelle Seigner et Mathieu Amalric présentant La Vénus à la Fourrure au Festival de Cannes

- Roman Polanski, Emmanuelle Seigner et Mathieu Amalric présentant La Vénus à la Fourrure au Festival de CannesCul-de-sac (1966) : « (Donald Pleasence) affublé d'une chemise de nuit appartenant à sa femme Françoise Dorléac et coiffé d'un fichu, il se fait maquiller et ridiculiser par cette dernière au cours d'une longue séquence »[107].
- Dans Le Bal des vampires (1967), « Roman Polanski, en y adjoignant le voyeurisme, avait voulu rendre à la fessée son plein sens charnel »[108]. Par ailleurs, il « connaît bien et utilise la panoplie du parfait amateur de vampirisme (ail, croix, épieu pointu pour vaincre, les mœurs des vampires, la lâcheté, la terreur soumise, et l’envie sadique qu’ils répandent autour d’eux) »[109].
- Macbeth (1971) : « Premier film réalisé après le meurtre de Sharon Tate, l'adaptation cinématographique de Macbeth (1971) est la plus sanglante jamais réalisée. Mais elle ne se résume pas à un exercice cathartique. Macbeth incarne un Mal absolu qui renvoie moins à l'Écosse du XIe siècle qu'au monde en proie à la folie hitlérienne et au nôtre aussi peut-être, puisque, contrairement à la pièce de Shakespeare, le film laisse supposer que cette histoire n'a pas de fin »[110].
- Quoi ? (1972) : Marcello Mastroianni, revêtu d'une peau de tigre, confie à Sydne Rome le soin de le dompter[111].
- Chinatown (1974) : Polanski joue le rôle d'un petit truand à la fois bouffon et sadique : « le voyou au canif, sorte de nabot sadique et difforme, n'est autre que Polanski lui-même, qui entaille profondément l'appendice nasal du détective (Jack Nicholson) avant de menacer de le couper en entier pour le donner à manger à ses poissons — énorme moment de terreur bouffonne. »[112]
- Le Locataire (1976) : « Le petit appartement parisien triste et insalubre que loue Trelkovsky (interprété par Polanski lui même), de la fenêtre duquel l’ancienne locataire a voulu se suicider, devient le théâtre de l’horreur paranoïaque d’un homme que l’on transforme, que l’on travestit »[113]. De ce film effrayant, aussi étrange qu'inquiétant, où l'on voit peu à peu le locataire être persécuté par ses voisins, un critique écrivit à sa sortie que « ces hésitations entre la xénophobie (vraie) et les délires des persécutés, ces échanges entre victime imaginaire et bourreaux supposés ne sont pas seulement les jeux de l'esprit. Polanski a eu quelques expériences de l'antisémitisme en Pologne, de la tragédie sanglante aux États-Unis et de la xénophobie ordinaire en France. »[114]
- Lunes de fiel (1992) inclut une brève scène de rapport sado-masochiste, accessoire au récit. « Oscar se travestit en petit cochon pour exciter Mimi... Quelle dérision ! Car cochon, on l'est peut-être, mais petit cochon, sûrement pas. Alors, on hurle de rire devant le spectacle de soi qu'on donne à l'autre. A ce stade du plaisir, heureusement, le rire peut sauver le désir. Et puis, il ne sauve plus rien. Du rire, le couple passe à la douleur. Oscar décompose Mimi, qui se recompose pour mieux le décomposer à son tour. Et quand, même ça, ça ne marche plus, restent les autres avec qui, de qui, on peut jouer. C'est à ce stade de la passion que le film de Polanski commence : lorsque tout est fini, ou presque... »[115].
- La Jeune Fille et la Mort (1994) montre un duel saisissant entre une victime (Sigourney Weaver) et son ancien tortionnaire (Ben Kingsley), qu'elle retrouve par hasard et séquestre, dans un esprit de vengeance la conduisant à son tour à des actes de sadisme.
- Le Oliver Twist de 2005, adaptation très fidèle du roman éponyme de Charles Dickens, raconte l'histoire d'un orphelin qui subit des privations et des humiliations dans l'hospice paroissial où il est né et réside. « Oliver n'est ni bon, ni mauvais, il est ce qu'on fait de lui, ce qu'on veut qu'il soit. Oliver ne se considère pas comme une victime et s'emploie à surmonter tout ce qui lui arrive. Il doit être émouvant mais en aucun cas inspirer la pitié. A l'inverse, Fagin est un vieux pervers sadique qui a toutefois un côté pathétique, contrairement à la brute redoutable et insensible qu'est Sykes. Et Polanski a su trouver des acteurs dont le physique, la gestuelle et l'allure pouvaient correspondre à l'époque et aux descriptions de Dickens »[116].
- La Vénus à la fourrure (2013) est une adaptation de la pièce de David Ives, elle-même inspirée du roman érotique de Sacher-Masoch[117]. « Le plaisir de la contrainte vient mettre au défi l'instinct de survie du réalisateur et de ses personnages, autant au niveau d'un scénario fignolé à partir du texte d'Ives qu'au niveau de la mise en scène sadique qui prend plaisir à montrer sans détour l'origine des pulsions. Or que peut-il bien arriver lorsqu'un sadique filme un masochiste ? »[118]

## Sadisme
Listes, évidemment non exhaustives, de quelques films emblématiques :

### Films autour du sadisme

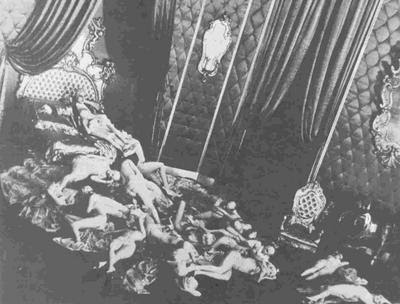
Tapis de femmes dans Casanova (1927)

- Tapis de femmes dans Casanova (1927)Sadique, Casanova ? En tout cas, dominateur sûrement : dans ce film de 1927 réalisé par Alexandre Volkoff, le célèbre séducteur s'affiche avec, à ses pieds, un tapis fait de femmes nues et enlacées[119].
- Dans Le testament du docteur Cordelier de Jean Renoir (1959), Jean-Louis Barrault incarne Opale, « un personnage répugnant qui commet des agressions sadiques allant jusqu'au crime »[120].
- Qu'est-il arrivé à Baby Jane ? (What Ever Happened to Baby Jane?, 1962) de Robert Aldrich met en scène deux monstres sacrés du cinéma, incarnant deux sœurs rivales, dans un face à face inoubliable : Bette Davis et Joan Crawford, la première donnant libre cours à son aigreur, sa jalousie en martyrisant la deuxième, clouée sur son fauteuil roulant. « Monstrueux, c'est le mot qui convient, écrit Jean Tulard. L'affrontement des deux sœurs est monstrueux, les deux sœurs sont monstrueuses comme d'ailleurs leurs interprètes qui se détestaient mutuellement à la ville, et monstrueuse enfin est la mise en scène[121] ». Plus critiques, Jean-Pierre Coursodon et Bertrand Tavernier estiment que ce film est le « symbole […] d'un cinéma malade, qui se survit dans l'exploitation du sordide et des bas-instincts »[122].
- The Servant (1963) : domination, soumission et manipulation sous le regard naturaliste de Joseph Losey, le scénario étant signé par Harold Pinter, d'après le roman homonyme (publié en 1948) de Robin Maugham. The Servant retrace les rapports conflictuels entre deux hommes, un jeune aristocrate et son domestique, celui-ci prenant un malin plaisir à manipuler son maître, suivant la dialectique du maître et de l'esclave de Hegel[123], et parvenant peu à peu à le dominer jusqu'à sa déchéance inexorable. En relation avec les rapports de domination et de servitude, le film évoque aussi la différence des classes « – l'une pourrissant quand l'autre se rebiffe – l'ambiguïté sexuelle et la perversion… Dans cet affrontement social, et sadomasochiste, entre Tony, un jeune lord anglais, qui croit encore vivre au XVIIIe siècle et Barrett, un domestique machiavélique et dépravé, Losey voit "une sorte d'histoire de Dorian Gray" mâtinée de mythe faustien. »[124]
- Dans Chut... chut, chère Charlotte (Hush... Hush, Sweet Charlotte, 1964), le réalisateur Robert Aldrich retrouve Bette Davis, mais à la différence de Qu'est-il arrivé à Baby Jane ?, tourné deux ans plus tôt, cette fois-ci l'actrice campe un personnage de vieille femme recluse et considérée par tous comme une folle, victime des cruelles manigances de sa cousine (Olivia de Havilland) destinées à la rendre véritablement folle. « Sequel du fabuleux succès de Qu'est-il arrivé à Baby Jane ? [...] au suspense habile[125] ».
- Dans Une femme dans une cage (Lady in a Cage, 1964) de Walter Grauman, film particulièrement violent et angoissant, une femme, interprétée par Olivia de Havilland, veuve et accidentée, se retrouve coincée dans l'ascenseur de sa luxueuse demeure et devient alors la proie d'un groupe de délinquants (parmi lesquels James Caan, dont c'est le premier rôle important), qui la terrorisent, après avoir pillé et dévasté sa maison.
- Confession à un cadavre (The Nanny, 1965) est un film britannique réalisé par Seth Holt, dans lequel Bette Davis incarne encore un personnage particulièrement sadique et cruel, en la personne d'une nourrice qui tourmente les enfants dont elle a la charge. « Un drame psychologique où l'horreur est distillée peu à peu grâce à un remarquable scénario de Jimmy Sangster et à une parfaite direction d'acteurs[126]. »
- La Colline des hommes perdus (1965), film de Sidney Lumet. En Libye pendant la Seconde Guerre mondiale, un sergent cruel et autoritaire persécute les nouveaux prisonniers : « placés sous la tutelle du sergent Williams petit chef sadique »[127].
- Jeux pervers (The Magus, 1968), réalisé par Guy Green sur un scénario écrit par John Fowles (basé sur son roman homonyme) met à l'épreuve un écrivain anglais (Michael Caine), devenu professeur sur une île grecque, tourmenté par un mystérieux personnage, surnommé le « Magus » ou magicien (Anthony Quinn), qui l'entraîne dans un jeu de manipulation psychologique, entre réalité et cauchemar, en une « sorte de labyrinthe dont la sortie n'est pas indiquée à la fin[128]. »
- La Planète des singes : (Planet of the Apes) est un film américain réalisé par Franklin J. Schaffner et sorti en 1968. Il est inspiré du roman La Planète des singes de Pierre Boulle, publié en 1963. Avec Charlton Heston : Le capitaine Taylor, Roddy McDowall : Cornélius, Kim Hunter : Dr Zira, Maurice Evans : Dr Zaius, ministre de la Science. Apocalypses, l'humanité réduite en esclavage, les Hommes capturés, mis en cage et dominés par des singes évolués. Pour Gérard Lenne, c'est une vision hallucinée du roman de  Pierre Boulle. D'après Gérard Lenne tout fut mis en œuvre pour éviter le ridicule dans la transformation des acteurs et figurants en chimpanzés, gorilles. « Quant aux humains, auprès d'un Charlton Heston, qui prototype du héros viril, n'a pas hésité à entrer dans ce fantasme masochiste »[129],[130],[131].

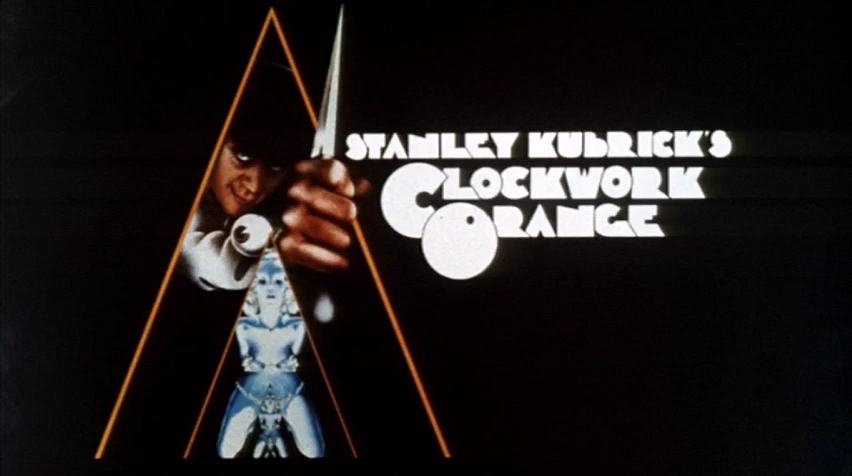
Orange mécanique

- Orange mécaniqueOrange mécanique (A Clockwork Orange) est un film britannique de Stanley Kubrick, sorti sur les écrans en 1971. « Au XXIe siècle, où règnent la violence et le sexe, Alex, jeune chef de bande, exerce avec sadisme une terreur aveugle. Après son emprisonnement, des psychanalystes l’emploient comme cobaye dans des expériences destinées à juguler la criminalité[132] ».
- Les Chiens de paille (Straw Dogs, 1971) de Sam Peckinpah, film emblématique de l'ultra-violence dans le cinéma américain des années 1970, montre un jeune mathématicien américain et sa femme, qui, après s'être installés dans une ferme dans la campagne anglaise, se retrouvent confrontés à la violence croissante d'un groupe d'hommes issus du village voisin[133].
- Duel (téléfilm à l'origine, premier long-métrage de Steven Spielberg, 1971), avec Dennis Weaver. Au volant d'une voiture quelconque, un représentant de commerce est amené à doubler un énorme poids lourd transportant des matières inflammables. Le routier, qui a gonflé le moteur de ce monstre, ne va plus lâcher David Mann, le talonnant, le percutant, zigzaguant devant lui, le guettant après trois arrêts dans des stations-service, sans que jamais Mann ne puisse voir son visage. Il va devoir trouver une stratégie pour remporter ce duel à mort[134]. « Mais le conducteur du camion, lui, reste dans l’ombre. En ne révélant pas son identité, Spielberg ouvre ce film très efficace à la fable. Qui est ce chauffard sadique, ce persécuteur ? Il n’a pas de visage. Il a tous les visages. »[135]
- Le Limier (Sleuth, 1972), dernier film de Joseph L. Mankiewicz, est un huis-clos dans lequel un aristocrate anglais, manipulateur et malicieux auteur de romans policiers (Laurence Olivier), prend un malin plaisir à torturer, psychologiquement, l'amant de sa femme (Michael Caine), suscitant un scabreux jeu du chat et de la souris - « une œuvre élégante, cynique et raffinée, le chant du cygne d'un maître[136]. »
- The Offence (1972) de Sidney Lumet met en scène un inspecteur de police usé, irascible, incarné par Sean Connery dans « l'un des contre-emplois les plus risqués de sa carrière »[137], se livrant à un interrogatoire musclé, qui tourne mal, sur la personne d'un homme arrêté et soupçonné de viols d'enfants.
- Délivrance, film de John Boorman (1972). L'escapade en kayak de quatre amis dans les montagnes tourne au cauchemar lorsque des autochtones particulièrement pervers s'acharnent sur eux[138].
- Salò ou les 120 Journées de Sodome (1975) est un film italien réalisé par Pier Paolo Pasolini et sorti en France le 19 mai 1976. Libre adaptation, transposée au XXe siècle, de la grande œuvre du marquis de Sade, Les Cent Vingt Journées de Sodome, le film se veut une dénonciation du fascisme, autant que de la société de consommation, et se déroule en Italie pendant la Seconde Guerre mondiale, en 1943, dans la république de Salò, où un groupe de notables âgés se livre aux pires tortures sur leurs prisonniers, des jeunes garçons et femmes : viols, coprophagie, mutilations, meurtres. Particulièrement éprouvant, le film suscita de vives polémiques à sa sortie et déchaîna les commentaires critiques ; parmi eux, Roland Barthes estime qu'il s'agit d'« un objet proprement sadien : absolument irrécupérable »[139].
- Marathon Man (1976), film de John Schlesinger, contient une fameuse scène de torture dans laquelle le Dr Christian Szell, ancien nazi inspiré du docteur Mengele (joué par Laurence Olivier), torture le personnage interprété par Dustin Hoffman en lui transperçant une dent avec l'aide d'une perceuse, en répétant « Is it safe? » (« c'est sans danger ? » dans la version française, où le double-sens est perdu, puisqu'il est question de « safe » = coffre-fort en anglais) - cette scène fut d'ailleurs écourtée car l'assistance de la projection-test s'en montra choquée[140].
- La Colline a des yeux (1977), film de Wes Craven. Sadisme et cannibalisme au Nouveau-Mexique : « boucher de son état. Cet artisan, reclus dans des souterrains présente la particularité de ne s’intéresser qu’à la viande humaine »[127].Paul L. Smith, qui joue le rôle du gardien tortionnaire Hamidou dans Midnight Express

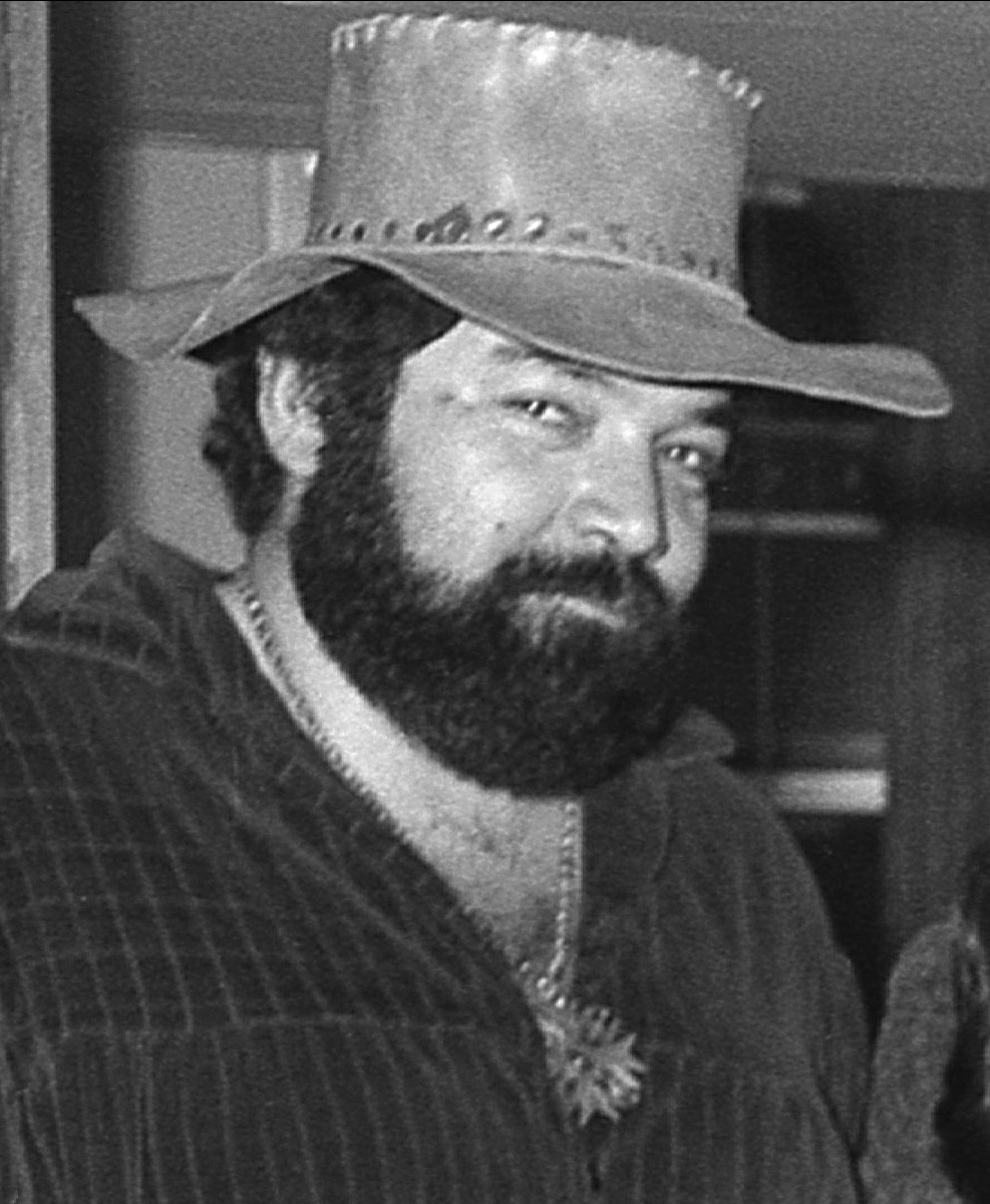
Paul L. Smith, qui joue le rôle du gardien tortionnaire Hamidou dans Midnight Express

- Midnight Express (1978) est un film de Alan Parker où « Billy Hayes (Brad Davis), un jeune américain, se fait emprisonner en Turquie pour avoir tenté de quitter le pays avec 2 kilos de haschich. Il est condamné à 4 ans de prison au premier jugement. Une fois en prison, il est battu et torturé par un gardien en chef pervers et sadique (Paul L. Smith) »[141].
- Violette Nozière : directement inspiré d'une histoire réelle, ce film de Claude Chabrol (1978) nous raconte l'histoire de cette jeune femme qui a tenté d'assassiner ses parents en les empoisonnant. Sa mère a survécu, mais, pour sa défense, Violette Nozière alléguera que son père avait abusé d'elle[142].
- Elephant Man (David Lynch, 1980) raconte l'histoire authentique de Joseph Merrick, dit John Merrick, atteint de graves difformités et exploité tant par le docteur Frederick Treves que par son "propriétaire" : « une fois qu’il a pansé les blessures et nourri Merrick, il l’expose à ses confrères avec un détachement très professionnel – et involontairement cruel. C’est lors d’une discussion avec l’infirmière en chef Mothershead [...] qu’il se verra confronté à son propre sadisme »[143].
- Hitcher (1986) est un film de Robert Harmon, interprété par C. Thomas Howell et Rutger Hauer. Alors qu'il fait route pour la Californie, un jeune américain prend un auto-stoppeur s'avérant être un véritable psychopathe. Pour le héros, Jim Halsey, c'est le début d'un long voyage vers l'horreur, à la fois traqué par le tueur et pris pour cible par la police qui le rend responsable des meurtres qu'il n'a pas commis[144].
- Dune (1984) est un film de science-fiction de David Lynch, adapté du célèbre roman du même nom (1965) de Frank Herbert, dans lequel plusieurs personnages se montrent particulièrement sadiques, notamment à travers le raffinement de leurs tortures, en premier lieu le baron Harkonnen, incarné par Kenneth McMillan, habitué des rôles de méchants.
- Another Country : Histoire d'une trahison (1984) : Vers la fin du film, l'élève Guy Bennett (Rupert Everett) finit par recevoir une punition sous la forme de plusieurs coups de canne, directement administré par un autre élève. À la fin de ce châtiment corporel, donné en présence de leurs pairs, les deux élèves se serrent la main à titre de réconciliation forcé. Plus tard, on découvre qu'à cause de ce traitement subi de façon publique, Guy ne pourra jamais accéder à de très hautes fonctions car il traine désormais une mauvaise réputation sujet aux moqueries.
- Liaison fatale (1987) : Alex Forrest (Glenn Close), une jeune femme célibataire, va transformer en enfer, sous forme de harcèlements, la vie de Dan Gallagher (Michael Douglas), un homme marié avec lequel elle a eu une brève relation[145]. « Le comportement sadique d'Alex, par exemple, dans le film d'Adrian Lyne, Liaison fatale (qui en guise de repas offre à son partenaire son lapin domestique), nous laisse sans voix ! »[146].
- Dans Les Liaisons dangereuses (Stephan Frears, 1988), la Marquise de Merteuil (Glenn Close) et le Vicomte de Valmont (John Malkovich) se coalisent et usent de leur libertinage pour faire échouer un mariage[147].
- Boxing Helena (1993) est un film américain réalisé par Jennifer Chambers Lynch. Fils d'un père chirurgien et d'une mère qui collectionne les amants, Nick Cavanaugh grandit dans le culte de l’argent et de la réussite. Devenu un brillant et riche chirurgien, il nourrit un amour obsessionnel pour Helena, une personnalité charmeuse et sadique[148], qui va peu à peu le conduire à libérer ses fantasmes. À la fin du film, elle apparaît sur un autel entourée de fleurs comme une divinité, mais elle n’a plus de bras. Le public imagine alors, qu’après l’avoir amputé des jambes, Nick lui a coupé les bras.
- Sleepers (1996) est un « film de prison » de Barry Levinson, inspiré de faits réels, et adapté du roman éponyme de Lorenzo Carcaterra paru en 1995. Il relate l'enfermement et les tortures, humiliations subies par un groupe d'adolescents (parmi lesquels Brad Pitt) emprisonnés et victimes de leurs cruels gardiens (dont Kevin Bacon).

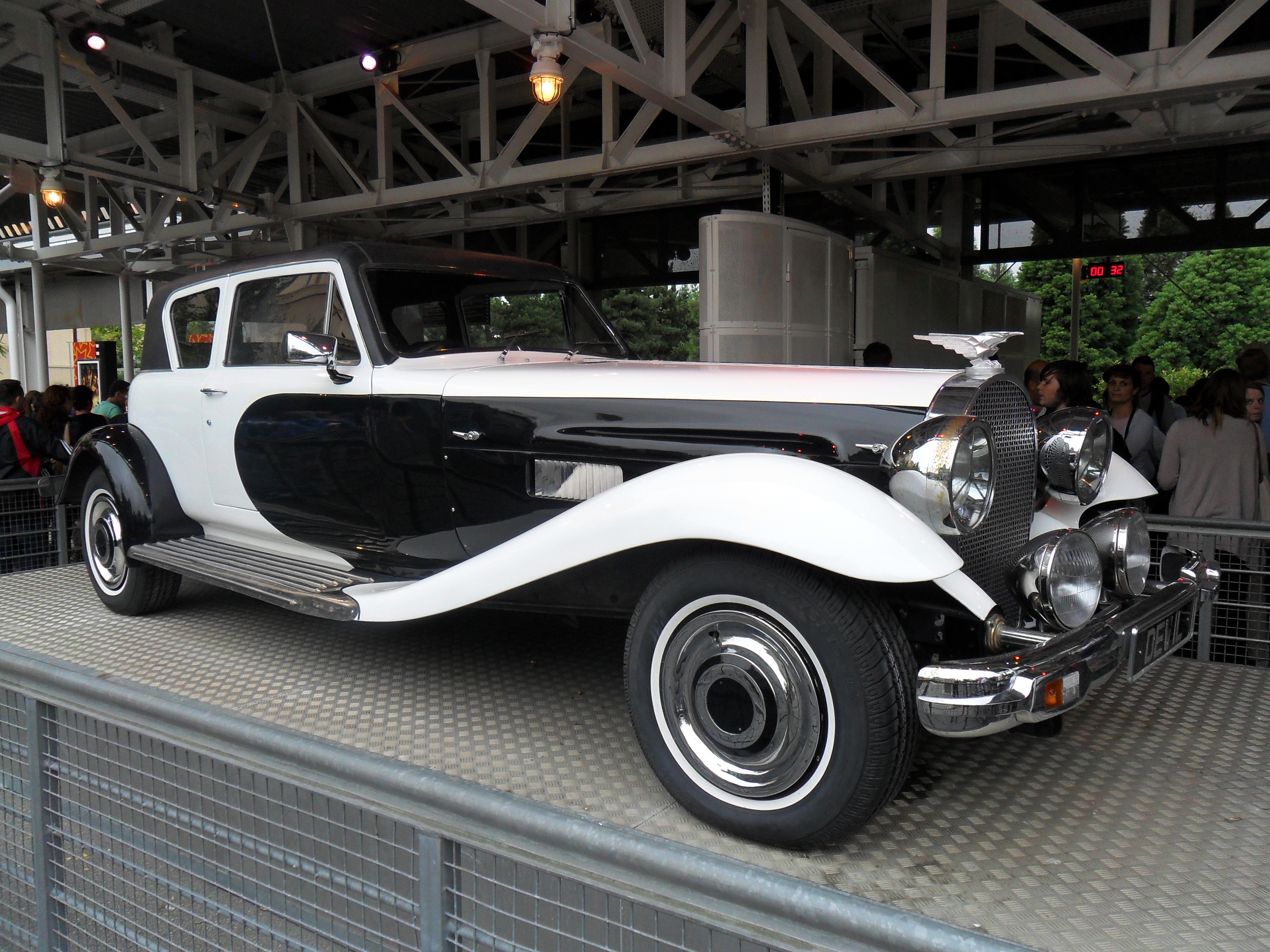
La Panther De Ville de Cruella (Les 101 Dalmatiens).

- La Panther De Ville de Cruella (Les 101 Dalmatiens).La version filmée des 101 Dalmatiens (de Stephen Herek, 1996) remplace une Cruella pitoyable et paumée par son pendant hautain, méprisant et sadique, incarné par Glenn Close[149].
- Pusher (1996) de Nicolas Winding Refn est une peinture, violente et glauque, de la mafia à Copenhague, dominée par Milo, un seigneur de la drogue serbe, qui ne recule devant aucune cruauté. Les deux autres volets de la trilogie du cinéaste (Pusher 2 : Du sang sur les mains et Pusher 3 : L'Ange de la mort) offrent aussi des scènes de torture particulièrement violentes.
- Dans L'Associé du diable (Taylor Hackford, 1997), l'avocat John Milton (Al Pacino), incarnation du Diable, argumente sur le sadisme de Dieu dans sa plaidoirie finale[150].
- 8 millimètres (1999) de Joel Schumacher traite du snuff movie et donc de crimes sadiques[151] : un détective privé, joué par Nicolas Cage, enquête dans les milieux du cinéma pornographique.
- The Girl next door (Gregory Wilson, 2007) : Dans une petite banlieue paisible des années 1950, Meg et Susan, deux sœurs récemment rescapées d’un terrible accident qui coûta la vie à leurs parents, sont accueillies chez leur tante Ruth. Mentalement instable, celle-ci va transformer leur vie en véritable enfer. « Attouchements, humiliations, tortures, viol, The Girl Next Door explore l’ensemble des sévices les plus ignobles que nous redoutons tous avec un réalisme qui nous fait l’effet d’un crochet du gauche en pleine poitrine »[152].
- Les Nuits rouges du Bourreau de Jade (2011) est un film franco-hongkongais écrit et réalisé par Julien Carbon et Laurent Courtiaud. La scène d'ouverture montre un meurtre par asphyxie érotique.
- La Planète des singes : Les Origines (2011) : « le gardien de zoo sadique qui déteste les animaux et qui a clairement du mal à évaluer les rapports de force »[153].
- De l'eau pour les éléphants (2011) est un film de Francis Lawrence dans lequel « la prestation de Christoph Waltz [...] apparaît comme un tel copié-collé (mines cyniques et sadiques) de ce qu'il faisait avec brio en officier nazi dans Inglourious Basterds, de Quentin Tarantino, que l'on peut se demander s'il sait faire autre chose »[154].
- Killer Joe (2011) de  William Friedkin oscille entre comédie noire et thriller horrifique, en mettant en scène un inspecteur de police qui se trouve être tueur à gages à ses heures perdues, Killer Joe (Matthew McConaughey), un être dont la violence n'a d'égale que le cynisme.
- Prisoners (2013) de Denis Villeneuve met en scène un père de famille (Hugh Jackman) qui pour retrouver sa fillette, ainsi que celle de ses voisins, toutes deux soudainement disparues, va connaître une dévastatrice montée de violence sadique en séquestrant et torturant un jeune homme, pressenti coupable, dans le réduit obscur d'une maison en chantier.

### Tueurs en série sadiques
Le cinéma a abondamment traité le thème des tueurs en série, dont le profil est très variable, même s'ils apparaissent très souvent comme des psychopathes se caractérisant par leur manque d'empathie et leur sadisme, leur boulimie de meurtres, le plaisir de satisfaction et le sentiment de supériorité qu'ils tirent de leurs crimes. Parmi une multitude de films, quelques références emblématiques :
- M le maudit (Fritz Lang, 1931) raconte l'histoire d'une grande ville allemande terrifiée par la présence d'un tueur d'enfants. « Maîtrisant d'emblée tous les éléments sonores, choisissant un réalisme social qu'il habille encore de quelques allusions expressionnistes, le cinéaste ne raconte pas simplement l'histoire d'un sadique dont les meurtres mettent en émoi une ville entière, mais réalise une métaphore impressionnante sur l'Allemagne en crise du début des années 30 »[155].

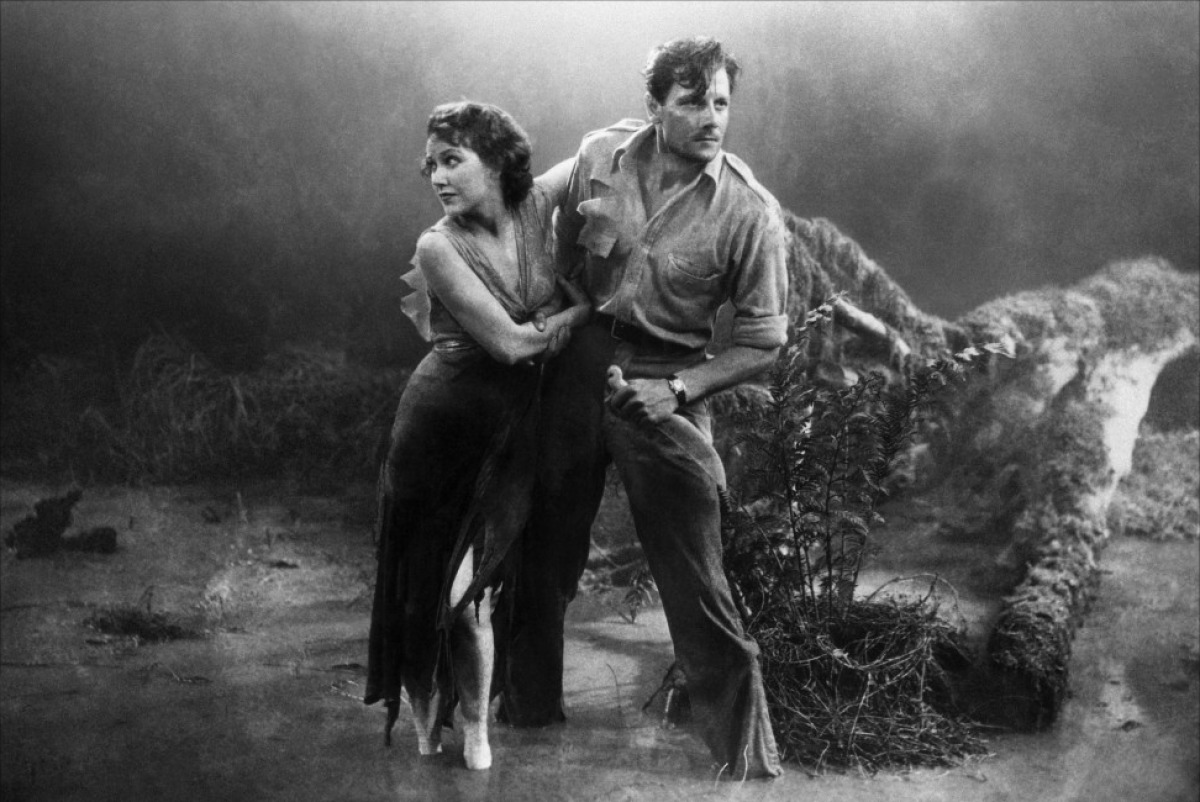
Fay Wray et Joel McCrea dans Les Chasses du comte Zaroff.

- Les Chasses du comte Zaroff (1932) de Ernest B. Schoedsack et Irving Pichel est l'adaptation cinématographique de la nouvelle de Richard Connell, The Most Dangerous Game (1924), à la fois film d'aventures et film fantastique, autour du personnage du comte Zaroff, un Russe fortuné qui, lassé d'avoir chassé les gibiers les plus sauvages, se livre à présent à la chasse à l'homme. À la fois raffiné et cruel, Zaroff apparaît comme un personnage typiquement sadien[156]. « Le fim “sadique” par excellence et un chef-d'œuvre du film d'aventures, d'une exceptionnelle richesse, où le chasseur (Rainsford) se retrouve gibier[157] », et dans lequel l'isolement de l'île maudite, le château constituent une illustration cinématographique de tous ces châteaux décrits par Sade, Kafka, Gracq ou Mandiargues.

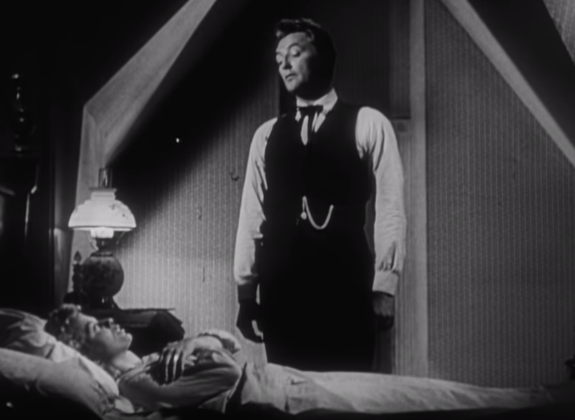
Robert Mitchum et Shelly Winters dans La Nuit du chasseur

- La Nuit du chasseur (1955) : il s’agit d’une adaptation du roman de Davis Grubb, qui fut un succès littéraire. Le film réalisé par Charles Laughton est un échec commercial. L’homme d’église (incarné par Robert Mitchum) est en fait un tueur en série, qui poursuit impitoyablement deux enfants afin de retrouver un magot. « Un homme sadique et angoissant qui se cache derrière sa parure élégante et son éloquence envoûtante. Un vrai grand méchant loup avec une peau d’agneau sur ses épaules. Cette figure absolue du mal… »[158]. La Nuit du Chasseur de Charles Laughton était le troisième film proposé dans le cadre du festival de films « La Nuit au cinéma »[159] du Musée d’Orsay.

À noter que le film de Charles Laughton a fait l'objet d'un « remake », ou plutôt d'une variation en forme d'hommage qui reprend le même canevas de base, en exacerbant la violence et les délires du pasteur sadique et psychopathe interprété par Guy Pearce : Brimstone, film franco-néerlandais de Martin Koolhoven (2016). Avec une certaine emphase formelle dans l'exhibition du sadisme et de la crudité sexuelle, « le film est une tentative ambitieuse de western gothique, tout à la fois guidée par une volonté de réalisme brut et effleurant une dimension fantastique, renvoyant à certaines conventions du cinéma d’épouvante. »
- Le Voyeur (Peeping Tom), film britannique réalisé par Michael Powell et sorti en 1960, suit le parcours macabre d'un jeune homme énigmatique et solitaire (joué par Karlheinz Böhm), jeune cinéaste, passionné d'image jusqu'à l'obsession du voyeurisme qui, « hanté par la peur, filme l'agonie de ses victimes qu'il attire dans son studio. [...] Le thème de l'œil (l'œil de Mark, ceux des caméras, ceux des victimes...) devient le leitmotiv d'un fantastique quotidien qui nous révèle que le voyeurisme se trouve partout. Constat d'horreur qui glace le spectateur parce qu'incidemment il peut se retrouver dans tel ou tel personnage[161]. » Ce film à l'« épouvante glacée » est connu pour être l'un des tout premiers longs-métrages à parler de ce que l'on nommera plus tard les Snuff movies, ces vidéos mettant en scène de véritables scènes de meurtres. Il est aussi souvent désigné comme étant le précurseur des Slashers, films où les serial killers sont mis en avant et pourchassent de jeunes gens.
- Le Vampire de Dusseldorf (film de Robert Hossein, 1965). L’homme animé d’un sadisme terrifiant hante les rues alors que l’Allemagne Düsseldorf de 1930 : en pleine crise économique et sociale bat son plein et que les son au pouvoir. la police traque un tueur psychopathe surnommé «  Le vampire  » en raison de son sadisme terrifiant. Peter Kurten, est un homme timide et poli, un ouvrier méprisé. Il est fortuné la nuit lorsqu’il erre, seul, dans les boîtes de nuits... « La ville de Dusseldorf est en transes, un sadique s'attaque aux femmes, les assassine et se plaît à raconter ses crimes à la police. Un ouvrier du nom de Peter Kuerten, d'apparence irréprochable et de bonne renommée est le coupable »[162]
- The Killing Kind (en) (1973) de Curtis Harrington met en scène le tout jeune John Savage dans un de ses premiers rôles marquants, celui d'un jeune homme, fragile et frustré, qui, après deux ans passés en prison, se laisse envahir et dominer par ses pulsions sadiques et meurtrières, les assouvissant sur les femmes qui l'entourent et qu'il finit par tuer. Le film oscille entre « horreur, suspense et cruauté sadique[163] ».
- La Corde raide (1984) est un film américain réalisé par Richard Tuggle. L'inspecteur Wes Block (Clint Eastwood) poursuit un serial killer sadique qui assassine des prostituées et qui, ayant été arrêté par lui quelques années plus tôt, par vengeance, s'arrange pour laisser planer le doute sur la culpabilité de l'inspecteur[164].
- Dans Blue Velvet (David Lynch, 1986), avec Isabella Rossellini et Dennis Hopper, « la paisible petite bourgade de Lumberton abrite des individus louches aux mœurs douteuses, comme Frank Booth, par exemple, un tueur sadique qui se dope à l’oxygène »[165].
- Le Silence des agneaux (The Silence of the Lambs, 1991) de Jonathan Demme met en scène le personnage fictif d'Hannibal Lecter, brillant psychiatre cannibale interprété par Anthony Hopkins. « Réussite exemplaire du film de terreur. [...] Cette adaptation du best-seller de Thomas Harris glace le sang, parce que la barbarie naît ici de la plus haute intelligence. Le suspense tient autant dans le jeu de pistes macabre que dans l'affrontement psychologique entre Hannibal le cannibale, ogre moderne, psychopathe luciférien, et Clarice, flic séduisante, proie virtuelle, tour à tour malléable, angoissée, courageuse[166]. »
- C'est arrivé près de chez vous, film de 1992, met en scène une petite équipe d'apprentis réalisateurs qui tournent un documentaire sur Ben, un tueur en série, qui assassine aussi bien des enfants que des vieilles femmes[167].
- Seven (1995) est un thriller américain de David Fincher[168] « avec Brad Pitt et Morgan Freeman [...] chargés d'une enquête sur un tueur psychopathe sadique qui planifie méthodiquement ses meurtres en fonction des sept péchés capitaux »[169].
- No Country for Old Men (2007) de Joel et Ethan Coen : Javier Bardem y incarne un tueur à gages psychopathe particulièrement effrayant.
- The Chaser (2008) du réalisateur coréen Na Hong-jin s’inspire de l'histoire réelle du tueur en série sud-coréen Yoo Young-chul qui assassina plusieurs femmes, surtout des prostituées ou hôtesses de bar, de manière particulièrement sauvage.
- J'ai rencontré le Diable (2010), thriller coréen de Kim Jee-woon, se présente comme une histoire de vengeance et de chasse à l'homme particulièrement violente : pour se venger du meurtre de sa fiancée, un détective privé (Lee Byung-hun) échafaude un plan diabolique, en poursuivant inlassablement, et tourmentant de plus en plus cruellement, le criminel (Choi Min-sik), un tueur en série qui kidnappe, torture et assassine sauvagement des jeunes femmes. Dans ce face à face sanglant, les deux protagonistes semblent rivaliser de monstruosité et de sadisme.
- Alleluia (2014), thriller franco-belge de Fabrice Du Welz : nouvelle adaptation du parcours criminel de Raymond Fernandez et Martha Beck, l'odyssée de deux amants qui s'abîment dans leur folie meurtrière.
- Ted Bundy : Autoportrait d'un tueur (Conversations with a Killer: The Ted Bundy Tapes, 2019) est un documentaire Netflix qui retrace l'histoire du serial killer Ted Bundy sur la base des cent heures de conversations qu'il a enregistrées avec le journaliste Stephen Michaud lors de sa détention dans le couloir de la mort[170].

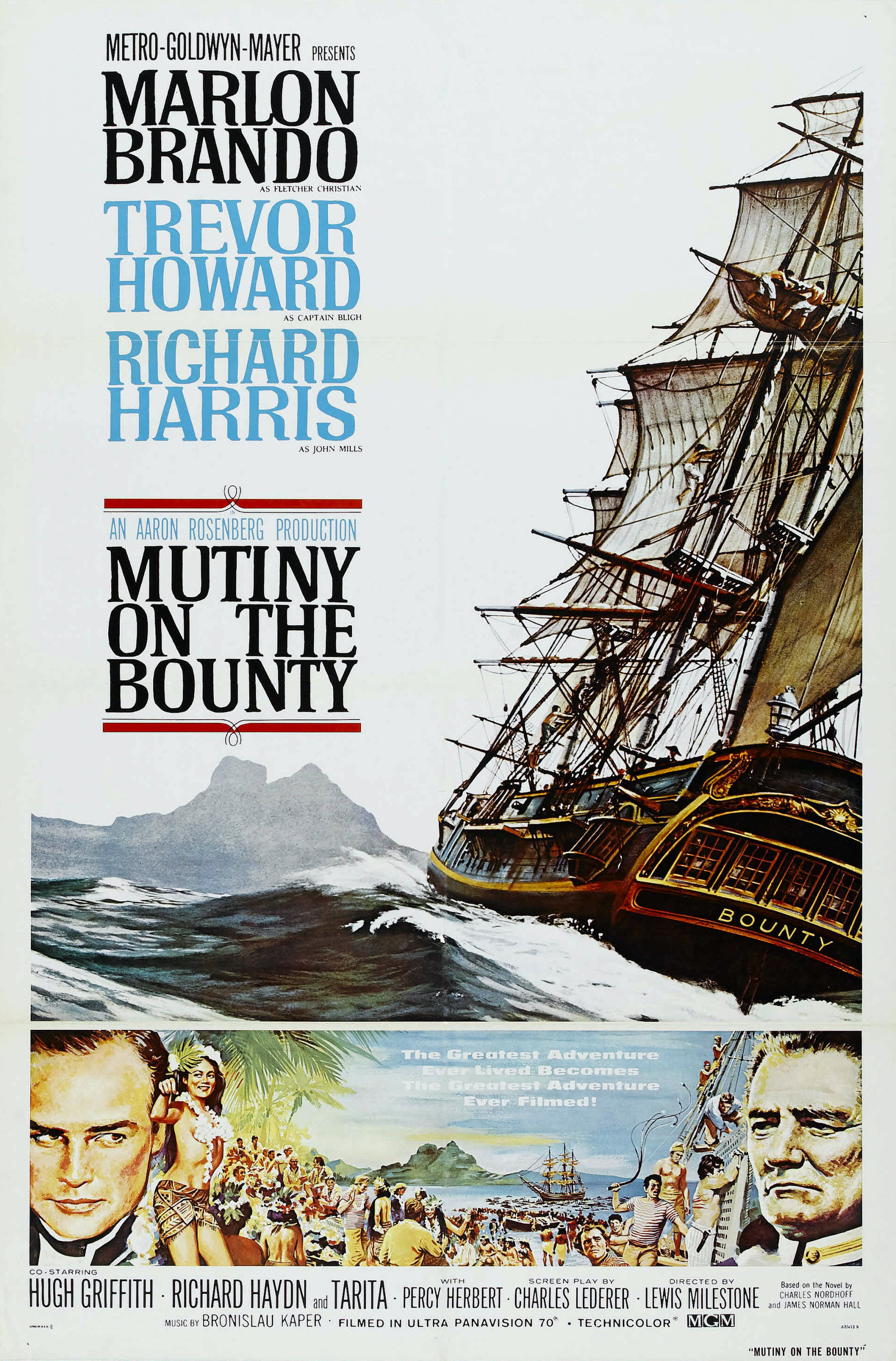
Affiche des Révoltés du Bounty (version 1962)

### Films d'aventures: les classiques
- Les Révoltés du Bounty : il existe trois versions au cinéma, dont deux très importantes. La première est réalisée par Frank Lloyd. Avec Charles Laughton : capitaine William Blighle et Clark Gable : Christian Fletcher dans le rôle du mutin. La seconde version est réalisée par Lewis Milestone avec Trevor Howard : le capitaine William Bligh et Marlon Brando : Fletcher Christian, le mutin. Le capitaine William Bligh par son sadisme, les châtiments cruels, déshonorants et injustes qu'il impose à son équipage, va provoquer la mutinerie. Georges de Coulteray, dans son livre Le Sadisme au cinéma, cite le capitaine William Bligh comme particulièrement cruel[171].
- L'Aigle des mers : (The Sea Hawk) est un film américain réalisé par Michael Curtiz, sorti en 1940. Ce film est cité par Georges de Coulteray à propos de sadisme au cinéma[171].
- Le Masque d'or (The Mask of Fu Manchu ) est un film américain réalisé par Charles Brabin, sorti en 1932. Octave Mirbeau décrit dans Le Jardin des supplices, le supplice de la cloche, la victime est mise sous une cloche de bronze à sa taille et l'on frappe la paroi de la cloche régulièrement et vigoureusement. C'est le supplice que fait subir Fu Machu à Sir Lionel Barton. Le même supplice est mis en scène dans Le Colosse de Rhodes[172].

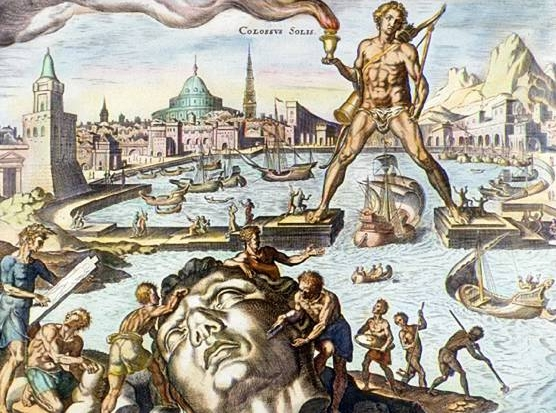
Le Colosse de Rhodes

- Le Colosse de RhodesLe Colosse de Rhodes est un film franco-italo-espagnol réalisé par Sergio Leone en 1961. Pour Georges de Coulteray l'image du ligotage et de la suspension sont deux principes du masochisme[173]
- La Machine à explorer le temps (The Time Machine) est un film américain réalisé par George Pal, sorti en 1960. Il est inspiré du roman La Machine à explorer le temps de H. G. Wells. « Les Morlocks, sous le fouet »[174].
- Les Contrebandiers de Moonfleet (Moonfleet) est un film américain de Fritz Lang, sorti en 1955. « La canne du gentilhomme face au vilain »[175]
- Alexandre le Grand (Alexander the Great) est un film américain de 1956, réalisé par Robert Rossen. Le supplice de l'estrapade[176]
- La Captive aux yeux clairs, film américain de Howard Hawks sorti en 1952. « La flagellation virile » [177]

### Luis Buñuel
- Le Journal d'une femme de chambre (1964), d'après le roman homonyme d'Octave Mirbeau : « Célestine elle-même, malgré sa lucidité et son dégoût, finit par devenir maîtresse à son tour et par houspiller ses bonnes, dans “le petit café” de Cherbourg où elle a suivi le jardinier-cocher Joseph, antisémite et sadique, enrichi par le vol audacieux de l’argenterie des Lanlaire, et dont elle s’est persuadée qu’il a violé et assassiné une petite fille, Claire »[178].
- Belle de jour (1967), avec Catherine Deneuve, est tiré du roman homonyme, Belle de jour, de Joseph Kessel : Buñuel y souligne le caractère fondamentalement masochiste de la prostitution[23], à travers la figure de Séverine, épouse très réservée d'un chirurgien parisien, qui, en proie à d'étranges fantasmes masochistes, est baptisée « Belle de jour ». Selon Joël Magny, « mêlant volontairement réalité, souvenirs et rêves éveillés, Buñuel nous introduit dans l'univers mental de Séverine pour se livrer à une étude clinique du masochisme, lié pour lui aux valeurs chrétiennes comme à la société bourgeoise. »[179]
- La Voie lactée (1969) est un film franco-germano-italien de Luis Buñuel articulé autour des diverses hérésies du christianisme. On y voit des religieuses crucifier à l'aide de clous la mère Marie Desanges[180].
- Le Fantôme de la liberté (1974) présente une scène de flagellation hilarante[111].
- Cet obscur objet du désir (1977), avec Fernando Rey, Carole Bouquet et Ángela Molina est une libre adaptation de La Femme et le Pantin de Pierre Louÿs. À travers les aventures amoureuses et malheureuses d'un homme, à qui échappe sans cesse la femme qu'il désire, Buñuel fait une peinture de « l'obsession masochiste de l'amour qui rend esclave, le refus, l'impossible consommation de l'acte sexuel. »[181]

### Henri-Georges Clouzot
« Il était détesté autant qu’estimé, il aimait lui-même se peindre en misanthrope, tyran sadique et tortionnaire d’actrices et d’acteurs, et en démiurge obsessionnel. Henri-Georges Clouzot était tout cela à la fois, et bien plus encore : l’Hitchcock français, maître du suspense, le peintre de la noirceur de l’âme humaine, était un perfectionniste fétichiste, un pessimiste angoissé, grand satiriste de la France de l’après-guerre et de ses veuleries misérables ».
- L'Assassin habite au 21 (1942) « est un film amusant au possible, découpé par un chirurgien « di primo cartello ». Son dialogue, non pas écrit, mais parlé, cadre parfaitement avec le mouvement des acteurs. L’atmosphère de l’ouvrage, dans l’ensemble, nous restitue les nuits de naguère, où vingt mille taxis cousaient et décousaient dans la capitale les lignes de l’aventure personnelle, que jalonnent des bistros pleins d’orateurs délavés et de filles étranges. Le métro regorgeait de géants, de sadiques, de bossus, de femmes nues, de doukhobors, de papes privés, de gorilles… »[183]
- Le Corbeau (1943) : « On ne compte plus les corps contraints, malades, alités, assujettis, bandés, plâtrés, ligotés ; on ne compte plus les rapports violents et sadiques »[184].
- Le Salaire de la peur (1953) : pour quatre employés d'une compagnie pétrolière envoyés pour une mission extrêmement périlleuse, le salaire de la peur deviendra le salaire de leur mort : aucun ne survivra. « Jusque dans son sadisme systématique, Clouzot reste génial. Son souffle dramatique se révèle assez puissant pour hausser le mélodrame qu’il talonne jusqu’à la tragédie qu’il effleure. Enfin, sa recherche un peu maniaque du détail [...] lui permet d'instruire un univers fictif plus vrai que la réalité »[185].
- Les Diaboliques (1955) : « c'est un film effroyable sur la laideur et la noirceur humaine, le sadisme et la cupidité de Delassale, la sinistre Nicole, monstre calculateur, la bêtise des personnages de second plan – excellents Larquey, Serrault et Brochard -, et le retournement de la pieuse Mexicaine (Véra Clouzot) qui abandonne ses préceptes chrétiens en partie imbibés de religiosité superstitieuse, finalement la plus sympathique parce qu'on la sent manipulée par son tyran de mari et la garce de Nicole »[186].
- La Vérité (1960) : « A travers le procès de cette jeune femme trop désirable, libre et amorale, coupable d’avoir trop aimé et provoqué l’amour, on peut voir celui de son actrice, star et symbole sexuel dont la vie privée passionnelle et scandaleuse faisait couler davantage d’encre que ses performances à l’écran, dans une France pudibonde et conservatrice. Il s’agirait alors d’une mise en abyme cruelle, et même sadique, typique des systèmes de domination des acteurs instaurés par Clouzot sur ses tournages, mais au résultat remarquable sur le plan dramatique. »[187].
- La Prisonnière (1968) « est d'autant plus dérangeant qu'il est le film le plus autobiographique de son auteur, le plus sincère quant à l'exposition de ses fantasmes. Comment ne pas voir dans le héros du film cet artiste impuissant qui photographie les femmes pour les posséder, un double non refoulé de Clouzot ? Comment ne pas voir dans la Prisonnière une terrible description du cinéma comme invention sadique ? »[188].

### Alfred Hitchcock
« Ses films ont marqué des générations de spectateurs et son style ne cesse d’être copié et parodié. Derrière les classiques intemporels (Psychose, Sueurs froides, Fenêtre sur cour) se cache une personnalité décriée, un sadique qui n'hésitait pas à torturer (psychologiquement) son entourage ».
- L'Inconnu du Nord-Express (1951) : « Un grand suspense sadique bourré de scènes légendaires comme le match de tennis ou le meurtre légendaire pendant la fête foraine »[190].
- Le crime était presque parfait (1954) : « Entre claustrophobie et sadisme, Alfred Hitchcock fait une nouvelle démonstration parfaite du cinéma-jouissance »[191].
- Les Oiseaux (1963) : « C’est le premier des deux films consécutifs d’Hitchcock interprétés par Tippi Hedren, jeune actrice blonde qui eut le douteux privilège de succéder à Grace Kelly devant la caméra du cinéaste anglais, et qui souffrit beaucoup – selon ses dires et ceux de nombreux observateurs – du comportement sadique et obsessionnel d’Hitchcock à son égard »[192].

### Sergio Leone
Le western regorge de personnages cruels, plus ou moins sadiques, et parmi une filmographie abondante, les films de Sergio Leone, considéré comme le père du western spaghetti, présentent toute une galerie de personnages violents et sadiques.
- Dans Le Bon, la Brute et le Truand (Il buono, il brutto, il cattivo, 1966), Lee Van Cleef, habitué des rôles de méchants, interprète celui de la « brute »[193], un mercenaire insensible et sans pitié qui s'appelle dans les versions italiennes et françaises Sentenza, nom devenu dans la version américaine Angel Eyes (« Yeux d'ange »). Il n'hésite pas à éliminer froidement tous ceux qu'il rencontre dans sa course au trésor. Avec son style habituel, le réalisateur accentue la violence hyperbolique par un usage accru des gros plans extrêmes (scènes de duel), souvent sur les seuls yeux d'un personnage.
- Il était une fois dans l'Ouest (Once Upon a Time in the West -- C'era una volta il West, 1968) est une vaste saga, sorte de « western-opéra »[194], dans lequel Henry Fonda incarne un impitoyable tueur, hors-la-loi, chef de bande et rebelle à toute légalité, qui n'hésite pas à tuer des enfants.
- Dans Impitoyable (1992), film de et avec Clint Eastwood, dédié à Sergio Leone (les crédits s'achèvent par "Dedicated to Sergio and Don", en hommage aux mentors du cinéaste, Leone et Don Siegel), Gene Hackman joue le rôle de « Little Bill » Daggett, un « terrifiant shérif sadique[195] », ancien tueur qui fait régner l'ordre dans la ville par la terreur.

### Brian De Palma

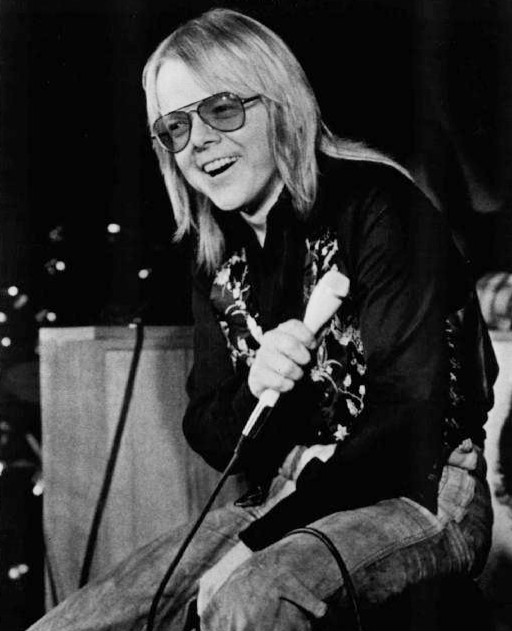
Paul Williams, interprète de Swan dans Phantom of the Paradise

- Paul Williams, interprète de Swan dans Phantom of the ParadisePhantom of the Paradise (1974) : dans ce remake contemporanéisé du Fantôme de l’Opéra de Rupert Julian, l’auteur-compositeur-interprète Winslow Leach (William Finley) se fait spolier sa musique par un producteur, Swan (Paul Williams), qui a vendu son âme au Diable. Dans son combat pour recouvrer ses œuvres, Leach sera piégé, emprisonné, se verra arracher les dents et, lors de sa fuite, se faire défigurer lorsque sa tête se retrouvera coincée dans une presse à disques. Swan le fera ensuite emmurer, mais il réussira à s’évader de ce cachot. Et lorsqu’il découvrira que Swan lui a volé la chanteuse Phoenix (Jessica Harper) dont il est tombé amoureux, plus rien ne pourra arrêter sa soif de vengeance[196]. « Swan, producteur à succès qui a connu « son premier disque d'or à 14 ans ». Un producteur dont on découvre vite le cynisme, quand il vole la musique du jeune compositeur Winslow Leach et envoie ce dernier en prison. La satire est frontale et assumée, puisque la maison de disques appartenant à Swan s'appelle « Death Records », nom funèbre qui insiste sur la brutalité avec laquelle le show business détruit le travail des artistes. Mutilant l'oeuvre et la chair des créateurs et se nourrissant de leur énergie, Swan fait défiler les chanteurs à la chaîne. »[197]
- Pulsions (1980) : « Bobbi semble par de nombreux aspects avoir une personnalité perverse, c’est-à-dire une “tendance à faire du mal intentionnellement, à manipuler délibérément autrui ou à commettre des actes immoraux en toute connaissance de cause” (Xavier Pommerau), actes qui s’accompagnent d’une jouissance sur le moment (taillader au rasoir une victime à mille endroits durant plusieurs minutes en savourant l’horreur dont la victime fait montre de se voir la paume tranchée), mais aussi dans la narration de leur récit (Bobbi au Dr Elliott via le répondeur téléphonique). »[198]
- Outrages (Casualties of War, 1989), qui se passe pendant la guerre du Vietnam, narre le parcours de soldats américains (parmi lesquels Sean Penn) qui kidnappent et violent une jeune paysanne vietnamienne.
- Le Dahlia noir (2006) : film relatant l’histoire vraie d’une comédienne dont le corps a été retrouvé atrocement mutilé dans un terrain vague de Los Angeles en 1947. « Comme d'une petite madeleine hawksienne surgissent nos souvenirs oniriques du Grand Sommeil et consorts. Sauf que les sous-entendus de l'époque sont ici explicites : lesbianisme, nécrophilie, sadisme et perversions se révèlent au grand jour »[199].

### Michael Haneke
Michael Haneke ouvre une expérience de spectateur inédite et dérangeante, parfois traumatique dans la dureté des scènes exposées ou la manifestation d'une brutalité insoutenable, y compris hors-champ,. La radicalité de ses films a souvent divisé la presse et le public : les adjectifs « pervers », « culpabilisant », « manipulateur » et « sadique » ont régulièrement été employés.
- Funny Games (1997) est un film autrichien : « Haneke excelle dans la monstration du sadisme sans doute parce qu’il a des fantasmes sadiques – la répétition du même petit scénario, le fait que les victimes soient une famille bourgeoise cultivée, confirmeraient ce diagnostic. Ce qui ne nous pose aucun problème. C’est même très intéressant. Mais ce qui est insupportable, c’est que ce sadisme ne soit pas assumé, et qu’Haneke nous serve à la place une leçon de morale sur l’abjection de la violence des images. C’est cela qui est abject dans ce Funny Games U.S. : pas son sadisme, mais sa tartufferie[202] ».
- La Pianiste (Die Klavierspielerin, 2001) est un film franco-autrichien avec Isabelle Huppert : « Partant du sadisme incestueux présent dans les relations mère-fille, Haneke glisse sur l'importance du rapport de force dans l'érotisme (occidental ?), et sa dégradation potentielle en saloperies gratinées. »[203]
- Le Ruban blanc (weiße Band-Eine deutsche Kindergeschichte, 2009). Dans un village de l'Allemagne du Nord protestante à la veille de la Première Guerre mondiale, la vie au quotidien d'un pasteur tyrannique et de ses enfants. « Le soir, le pasteur punit Martin et Klara, ses enfants les plus grands, d'être rentrés si tard et d'avoir inquiété leur mère sans fournir d'excuse valable. Ils seront punis le lendemain de dix coups de fouets et à l'humiliation de porter le ruban blanc comme du temps de leur prime jeunesse pour leur rappeler qu'ils doivent atteindre à cette pureté »[204].
- Amour (2012), avec Jean-Louis Trintignant, Emmanuelle Riva et Isabelle Huppert : « ces perturbations sont autant de petites et grandes violences faites au spectateur, avec le sadisme que l’on a toujours connu à Haneke »[205]. « En tout cas, le sadisme n’épargne pas l’acteur, Trintignant semblant physiquement affecté par les contorsions imposées à son personnage »[206]

### Ken Russell

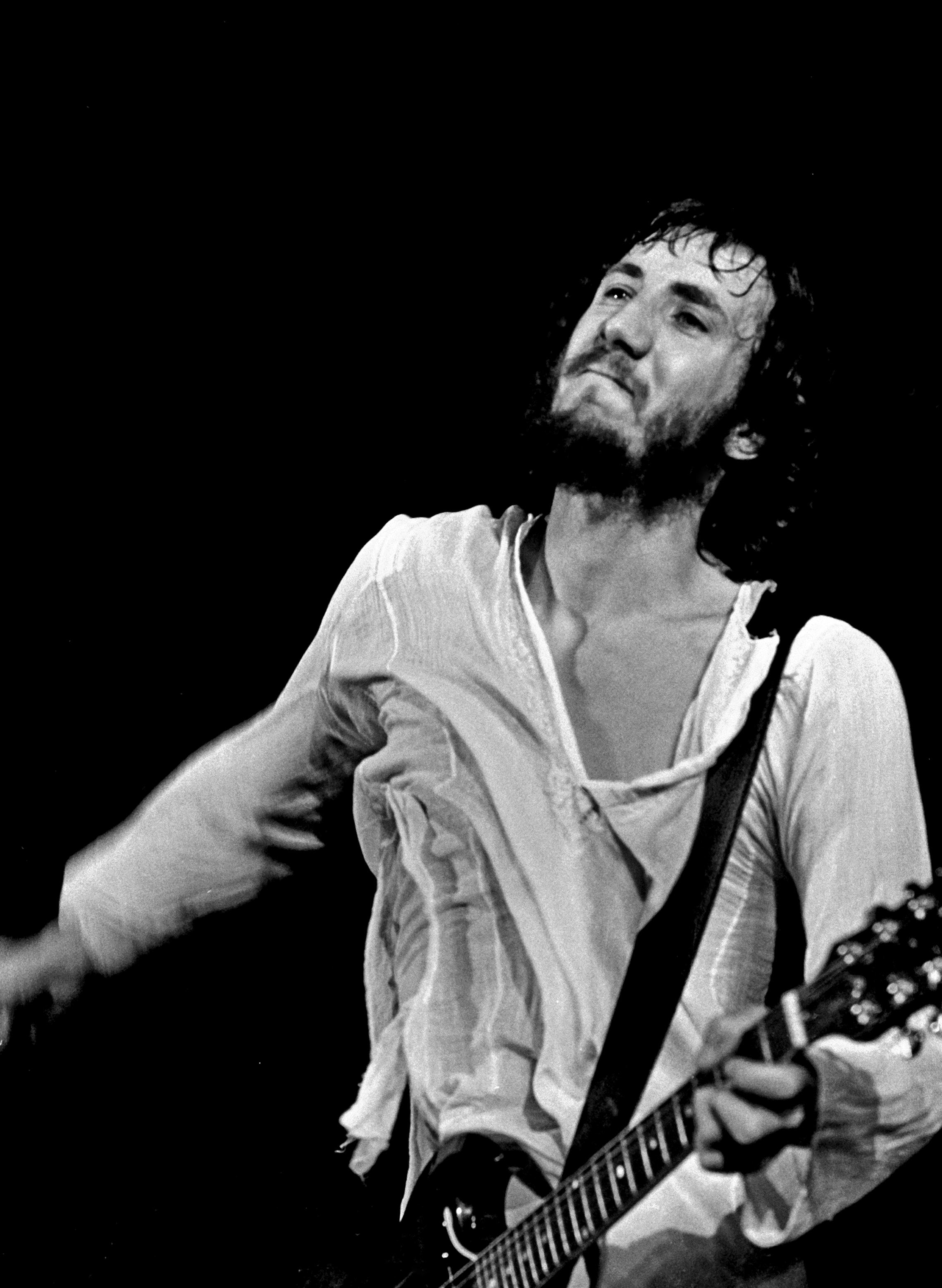
Pete Townshend, compositeur de l'opéra rock Tommy

- Pete Townshend, compositeur de l'opéra rock TommyLe film musical Tommy de Ken Russell (1975), adapté de l'opéra rock éponyme des Who, raconte l'histoire d'un adolescent aveugle, sourd et muet, mais doté d'une intuition hors du commun. Entre autres mésaventures, il sera la proie de son oncle pédophile Ernie, ainsi que de son cousin Kevin qui le torturera et le brutalisera[207].
- Les Jours et les nuits de China Blue (Crimes of Passion, 1984) est un film américain réalisé par Ken Russell, avec Kathleen Turner (Joanna Crane / China Blue), Bruce Davison (Donny Hopper), Gordon Hunt (Group Leader), Dan Gerrity (Group Member #1) Anthony Perkins.  China Blue est souvent cité comme un film BDSM en raison de la scène dans laquelle China Blue domine un policier menotté, qu'elle sodomise avec sa matraque de flic. Parallèlement, « la prostituée China Blue est constamment déchirée entre le personnage qu’elle joue la nuit face à ses clients et la très respectable styliste qu’elle est le jour. Victime du fanatisme du faux prêcheur qui la persécute, elle apparaît comme la victime masochiste (ligotée sur une table) avant que son persécuteur ne renverse les rôles en la contraignant à le tuer après lui avoir fait revêtir le col blanc et le costume noir du clergyman »[1].
- La Putain (Whore, 1991) « nous parle de ces clients et de leur manie, ce qui donne lieu à plusieurs saynètes hilarantes. Comme celle du vieil amateur d'avocat (le fruit) qui se fait flageller par une Theresa harnachée en SM jusque dans sa maison de retraite ou celle du fétichiste amateur de chaussures ! En même temps qu'elle se confie à la caméra Liz doit aussi essayer d'échapper à un souteneur particulièrement sadique qui la poursuit »[208].

### Quentin Tarantino

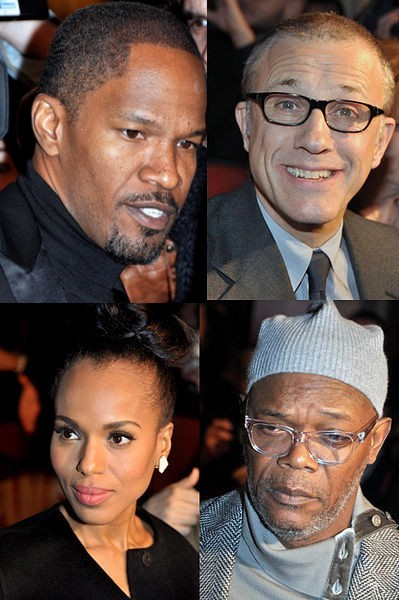
Les acteurs de Django Unchained : Jamie Foxx, Christoph Waltz, Kerry Washington et Samuel L. Jackson.

- Les acteurs de Django Unchained : Jamie Foxx, Christoph Waltz, Kerry Washington et Samuel L. Jackson.Reservoir Dogs  (1992) : un braquage qui tourne mal, et la recherche d'un flic infiltré au sein de l'équipe. « Il faut dire que le futur réalisateur de Pulp Fiction n'y allait pas avec le dos de l'oreille : flingage, sang, torture, sadisme, dialogues plein d'ironie, amoralité... »[209]
- Pulp Fiction (1994) : « Le sadisme va droit au but : Il s’agit d’obtenir le plaisir par la violence ou par la domination. Voilà tellement longtemps que les films hollywoodiens flattent en nous cette recherche du plaisir sadique qu’ils le font désormais avec un humour sophistiqué comme dans le film Pulp Fiction »[210].
- Kill Bill (Vol.1 : 2003, Vol 2. : 2004) : une ex-tueuse à gages (Uma Thurman) est bien déterminée à éliminer ses ex-complices, responsables d'une attaque à l'issue de laquelle elle vient de passer quatre années dans le coma. « Tarantino mise cette fois-ci davantage sur un registre émotionnel en appuyant subtilement la tristesse souterraine des protagonistes, déjà palpable dans le premier volet (la scène où Black Mamba se réveille, s’apercevant qu’elle n’a plus son enfant ; un long cri de douleur bouleversant). Kill Bill 2, ballet iconoclaste et délirant, festin sadique, romance intense où se mêlent des morts sublimes, des dialogues aux petits oignons et des monts de surprises. Du sang, du rire et des larmes. Du cinéma, encore et toujours »[211].
- Inglourious Basterds  (2009) : « Quentin Tarantino a un don pour réaliser la scène d’ouverture de ses films. Ici, on assiste a un interrogatoire du sadique et vicieux Colonel Hans Landa (Christoph Waltz) dit “Le Chasseur de Juifs” face au père d’une famille française, Monsieur LaPaditte (Denis Ménochet). Dès ces premières minutes, la performance de Christoph Waltz arrive à créer une tension chez le spectateur »[212].
- Django Unchained  (2012) : « Ces justiciers de western sont armés d’une énergie vengeresse, comme va pouvoir le vérifier Calvin Candie, un propriétaire blanc qui règne sur ses sujets noirs avec une morgue et un sadisme naturels »[213].
- Les Huit Salopards  (2015) : « Têtes qui explosent en gros plan, membres arrachés, gerbes de sang qui giclent partout, plans cradingues au possible, Tarantino verse alors dans le Grand-Guignol amusé, pas loin d’un second degré bouillonnant où chaque effusion salvatrice donne des envies d’applaudissements sadiques. »[214]

### Lars von Trier

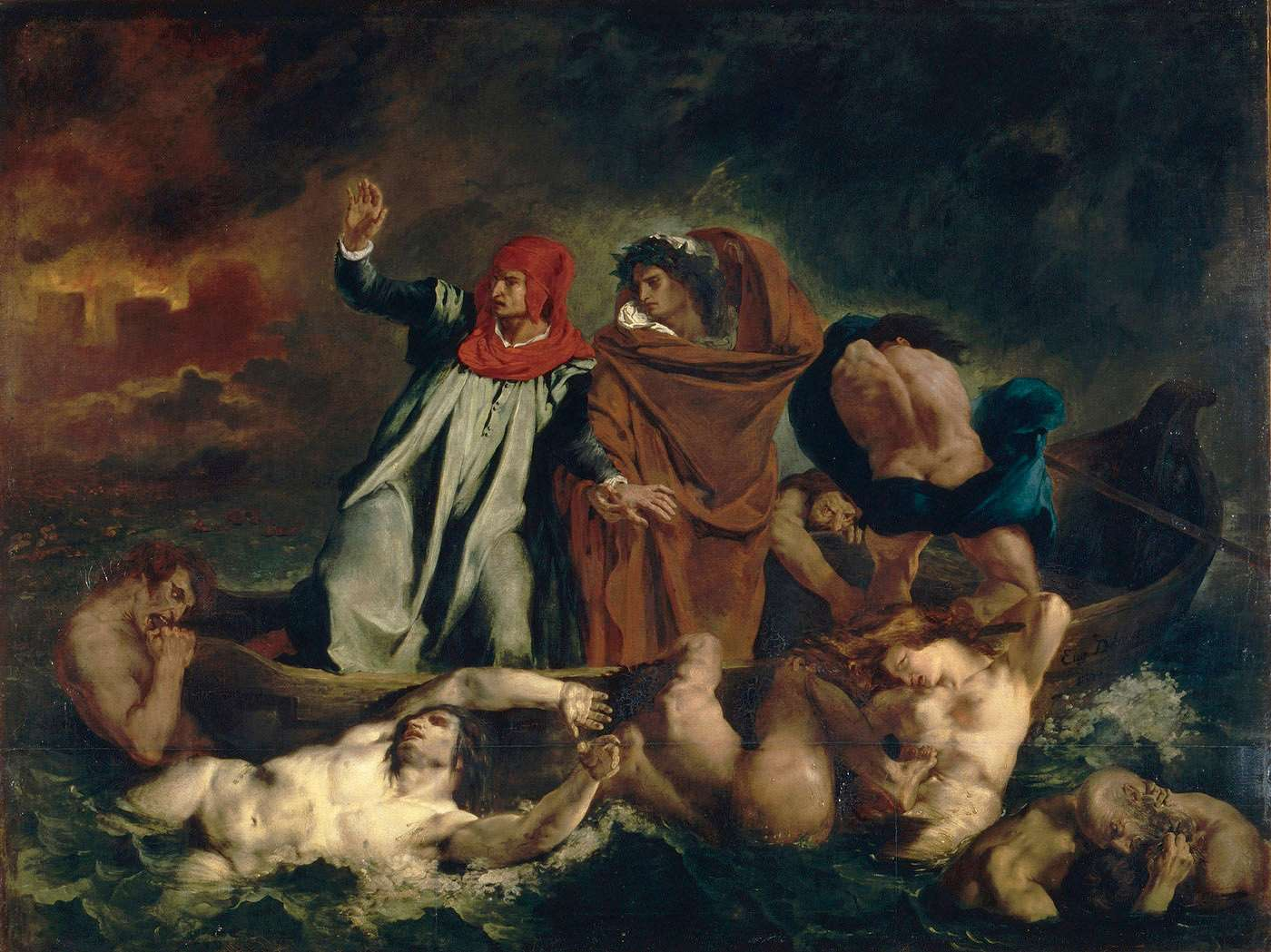
La Barque de Dante de Delacroix, recréée en tableau vivant dans The House That Jack Built. Le personnage de Verge évoque Virgile guidant Dante à travers les Enfers de la Divine Comédie.

- La Barque de Dante de Delacroix, recréée en tableau vivant dans The House That Jack Built. Le personnage de Verge évoque Virgile guidant Dante à travers les Enfers de la Divine Comédie.Breaking the Waves (1996) « atteint des sommets de violence psychologique et de sadisme »[215] et « décrit l'éveil d'une femme que le puritanisme a littéralement dépecée »[216].
- Dogville (2003) « décrit sans concessions l’âme noire des habitants de Dogville, leur lâcheté, leur cynisme et leur sadisme, parfois jusqu’à la limite du supportable »[217]. « Il ne faut rien espérer de l´espèce humaine, nous assène Dogville »[218].
- Antichrist (2009) : après la mort de leur enfant, un couple se retire en forêt pour tenter de guérir les souffrances qui en résultent. Mais les choses vont mal tourner, jusqu'au stade où « Charlotte Gainsbourg nous offre alors une magnifique performance, mêlant folie, méchanceté, sadisme, et sexe. Elle va s’en prendre à son mari, à tel point qu’elle va l’émasculer, dans tous les sens du terme »[219]. Charlotte Gainsbourg remportera la Palme d'Or pour la meilleure interprétation féminine au Festival de Cannes 2009.
- Nymphomaniac (2013) est un film dans lequel « on découvre l'actrice Charlotte Gainsbourg à demi-nue, au bord des larmes, prête à se faire fouetter par Jamie Bell. »[220]. Mais « après un passage masochiste, l'héroïne joue un rôle de dominatrice »[221].
- The House That Jack Built (2018) : « Nous assistons là à une très vieille histoire qui va de Sade à Pasolini en passant par Flaubert ou ̟Baudelaire. Il y a toujours eu face aux œuvres d'art qui explorent les limites de ce qui peut être dit ou pensé dans une époque donnée une réaction de refus, de déni, parfois violente, qui va de l'envie de pénal à la médicalisation de l'artiste : bon à enfermer ou fou comme Sade, qui passa sa vie en prison »[222]. À sa présentation au Festival de Cannes, le film a inspiré du dégoût, au point que « des dizaines de festivaliers sont sortis, écœurés, de la salle de projection »[223]. « L'un des plans du final du film représentant Jack et Verge sur une barque s'inspire directement du tableau La Barque de Dante de Delacroix, peint en 1822. C'est sur les conseils du peintre danois Per Kirkeby, disparu depuis, que Lars von Trier s'est intéressé à cette peinture pour représenter l'enfer : "[...] nous n'avons pas eu recours aux effets spéciaux. Il s'agit uniquement d'une toile de fond, de quelques ventilateurs et d'une barque qui flotte sur une piscine." (propos extraits de La Septième Obsession, no 18) »[224].

### Adaptations des œuvres deStephen King
- Shining (Stanley Kubrick, 1980) : « Trois ans après la parution du livre de Stephen King, Kubrick se lança dans son adaptation. Le résultat, époustouflant, va au-delà du livre et l’éclipse totalement. Le réalisateur prit un certain plaisir (sadique ?) à dépouiller l’œuvre de King pour ne garder que la trame du récit afin de construire son chef-d’œuvre. Kubrick s’est volontairement écarté du roman de Stephen King »[225]. « On découvre un Jack Nicholson au sommet de sa forme. Une consécration dans sa carrière. Il nous joue un personnage, qui va sombrer dans la folie pure. Il devient alors un homme sadique, malade et effrayant. »[226].
- Cujo (Lewis Teague, 1983) : Triste jour pour Donna et son fils Tad. Leur voiture est tombée en panne au beau milieu d'une cour déserte. Les secours arrivent sous la forme d'un Saint-Bernard enragé qui les assaille inlassablement[227]. « Lewis Teague a parfaitement su mettre en scène la terreur que vivent ses personnages et cette voiture, qui au départ sonne comme un sanctuaire inviolable, finit par de plus en plus ressembler à un piège sadique duquel il faut sortir pour survivre »[228].
- Dead Zone (David Cronenberg, 1983) : après plusieurs années passées dans le coma, Johnny Smith se réveille doté d'étranges pouvoirs. « Le shérif désespéré de ne trouver un assassin sadique qui agit dans la ville fait appel à lui »[229].

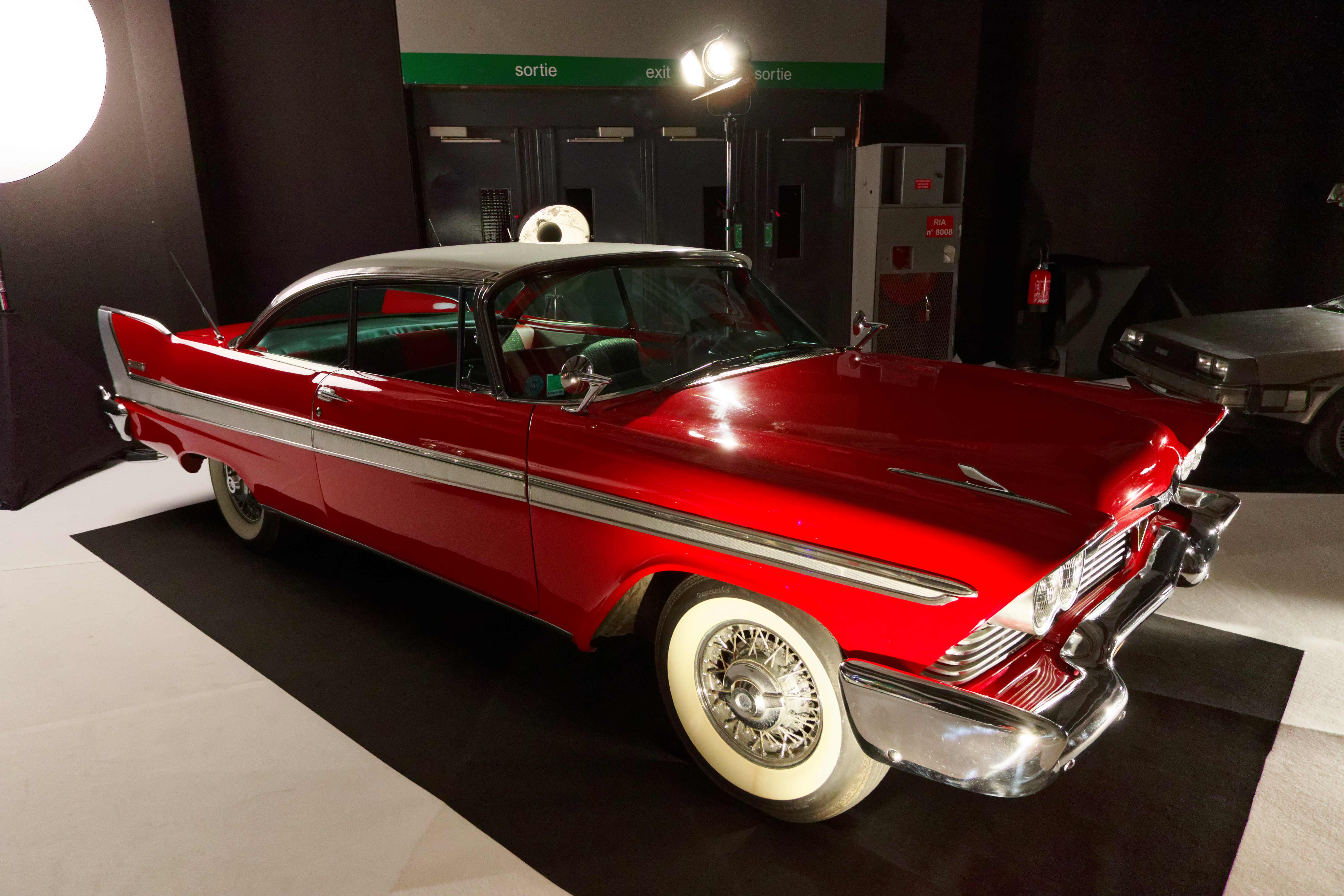
La Plymouth Fury qui a « tenu le rôle » de l'automobile impitoyable dans Christine.

- La Plymouth Fury qui a « tenu le rôle » de l'automobile impitoyable dans Christine.Christine (John Carpenter, 1983)  raconte l'histoire d'une automobile surnaturelle et malveillante qui prend petit à petit le contrôle de l'adolescent qui l'a achetée et qui tue ceux qui essaient de les séparer[230].
- Running man (Paul Michael Glaser, 1987) : « la télévision, contrôlée par l’État a créé un jeu sadique faisant fureur : “Running man”. L’art, la musique, les communications sont censurés. Aucune révolte n’est tolérée. Pourtant, un petit groupe de résistants a réussi à rester caché et agir dans l’ombre. Quand les gladiateurs “High Tech” ne suffisent plus à maitriser la population de son désir de liberté, des méthodes plus radicales s’imposent... »[231]
- Misery (Rob Reiner, 1990) : « Dans Misery, le monstre est donc une femme, ancienne infirmière de profession, qui, fervente admiratrice des romans du héros, va se révéler être une véritable folle psychopathe qui ira jusqu’à séquestrer et violenter physiquement l’écrivain Paul Sheldon d’une manière choc et sadique »[232].
- Les Évadés (1994) de Frank Darabont, avec Tim Robbins et Morgan Freeman : « Voici ce vice-président d’un important établissement bancaire brutalement exposé à la barbarie à peine réglementée de l’univers carcéral. L’amitié d’un détenu, Red, le soutient tout d’abord avant qu’un conseil fiscal, donné au sadique chef des gardiens, Hadley, ne mette en lumière ses capacités et ne lui vaille l’attention du directeur, Norton »[233]. « Bob Gunton et Clancy Brown sont géniaux et terrifiants, respectivement, en directeur de prison fourbe et cruel et en capitaine de prison sadique et violent »[234].
- La Ligne verte (Frank Darabont, 1999) : « L'histoire est rapidement devenue un best-seller, adaptée au cinéma un an après sa sortie, en 1997. Au casting, on retrouve bien entendu Tom Hanks et Michael Clarke Duncan, inoubliable. La Ligne verte décrit un univers étouffant et brutal, où la défiance est la règle. Personne ne sort indemne de ce bâtiment coupé du monde, où cohabitent une étrange souris apprivoisée par un Cajun pyromane, le sadique Percy Wetmore, et Caffey »[235]. « Entre condamnation à mort, surnaturel, amour, bonté et sadisme, le film est une pure réussite d'ailleurs validée par le King lui-même. Pourtant, si les deux oeuvres frôlent la perfection, certaines (petites) différences sont notables »[236].
- Ça (Andrés Muschietti, 2017) évoque « une bande de sept copains surnommés “Les Losers”, qui rencontre une créature étrange présente sous la forme d’un clown sadique. Appelé “Pennywise”, le clown martyrise les enfants, faisant surgir leur pire peur »[237]. « Concentré de terreur pour cette histoire construite sur les peurs des enfants et qui a changé à jamais notre regard sur les clowns »[238].

### Sadisme, horreur et sorcellerie
- Le Corps et le Fouet, réalisé par Mario Bava. Avec Christopher Lee, Daliah Lavi, Tony Kendall, Ida Galli, Harriet Medin, Gustavo de Nardo, Luciano Pigozzi, Jacques Herlin. Scénario : Ernesto Gastaldi, Ugo Guerra, Luciano Martino[239].
- La Maison ensorcelée, réalisé par Vernon Sewell[240].
- La Sorcellerie à travers les âges (Häxan) est un film dano-suédois réalisé par Benjamin Christensen, sorti en 1922. Christensen s'inspire en partie de ses études du Malleus Maleficarum. « Les damnés viennent un à un s'agenouiller devant les rotondités démoniaques et en baiser l'orifice, unique représentation cinématographique, à ce que je sache et en dehors des films spécialisés, d'une pratique masochiste par excellence : l'anilingus »[241].

### Sadisme religieux
- Suzanne Simonin, la Religieuse de Diderot, parfois appelé La Religieuse, est un film de Jacques Rivette, adapté du roman La Religieuse de Diderot et sorti en 1967. « la jeune Suzanne devra supporter les affres et les injustices de sa remplaçante, une nouvelle abbesse sadique »[242].
- Le Couvent de la bête sacrée (film japonais de Norifumi Suzuki, 1974). « Entre sœurs sadiques, saint père diabolique et hommes infiltrés dans le couvent, viols et tortures s’enchaînent tout du long, laissant peu de place à la douceur de l’humanité »[243].
- The Magdalene Sisters est un film dramatique franco-britannique de Peter Mullan sorti en 2002. Les jeunes filles subissent violences et humiliations. « The Magdalene Sisters », sur le sadisme qui prévalait dans certains couvents catholiques irlandais ». « La bonté ecclésiale s'inverse vite en perversion sadique »[244].
- La Lapidation de Soraya M., film américain de 2008 réalisé par Cyrus Nowrasteh. L'histoire réelle d'une jeune femme iranienne que son mari a accusée d'adultère pour se débarrasser d'elle. Elle sera condamnée à la lapidation, à laquelle ses propres fils seront contraints de participer. Le film a obtenu plusieurs prix lors d'importantes compétitions internationales, notamment au Festival international du film de Toronto (2008), au Festival du film de Los Angeles (2009), et au Heartland Film Festival (Indianapolis, Indiana) (2009)[245].

### Châtiments corporels

#### Fessées
Selon Georges de Coulteray, « la fessée est devenue la forme privilégiée de ce que l'on nomme le petit sadisme ».
- La Huitième Femme de Barbe-Bleue (1938), avec Gary Cooper « doit être vu comme l’une des premières histoires d’amour sado-masochistes de l’histoire du cinéma […] il vient la gifler puis la fesser. Lorsqu’elle soigne la blessure qu’elle lui a infligée en le mordant avec de la teinture d’iode, et qu’elle lui demande si cela lui fait mal, il lui sourit en lui disant qu’elle est gentille »[247].
- Capitaine Mystère (1954) : avec Rock Hudson Réalisateur Douglas Srik Scénario WR Burnett & Oscar Brodney d'après le roman de WR Burnett[248]
- Gervaise (1956) est un film français réalisé par René Clément et inspiré du roman L'Assommoir d'Émile Zola, avec Suzy Delair, Maria Schell, François Périer, Armand Mestral. « À noter que c'est Rita Cadillac, strip-teaseuse de grand renom, qui prête le bas de ses reins à Suzy Delair pour la fessée au lavoir ! Un grand classique du cinéma français pour une adaptation particulièrement soignée de Zola... »[249] « Suzy Delair se voit ainsi allongée par terre, enfourchée à rebours par Maria Schell qui lui lève les jupes et lui ouvre la fente de son pantalon, audace rare que l’amateur apprécie bien que le postérieur de l’actrice soit doublé, et s’escrimer à coups de battoir sur les fesses de sa victime. »[250]
- Les Racines du ciel (1958) : dans ce film de John Huston, Errol Flynn « pourra ainsi se détendre les nerfs et divertir un moment les spectateurs de leur tension en corrigeant une chasseresse d'éléphant trop enthousiaste. »[251]
- Éva ou les Carnets secrets d'une jeune fille : (Die Halbzarte) est un film allemand réalisé par Rolf Thiele, sorti en 1959. Carlos Thompson : Irving fesse Romy Schneider[252].

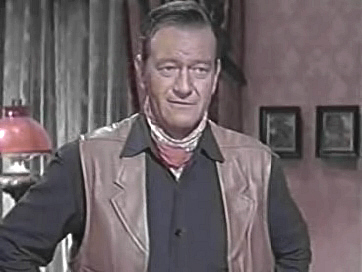
John Wayne dans Le Grand McLintock

- John Wayne dans Le Grand McLintockLe Grand McLintock, un film d'Andrew V. McLaglen (1963), avec John Wayne : G. W. McLintock, Maureen O'Hara Katherine McLintock, Patrick Wayne : Devlin Warren, Stefanie Powers : Becky McLintock[253].
- Satyricon, film de Federico Fellini (1969). « Dans le Satyricon de Fellini, le héros reçoit les jonchées pour guérir. Mais la fessée, surtout, ça détend… »[254]
- Cent dollars pour un shérif - Un film de Henry Hathaway (1969), avec John Wayne Rooster Cogburn Glen Campbell La Bœuf, Kim Darby (Mattie Ross), Jeremy Slate (Emmett Quincy), Robert Duvall (Ned Pepper)[255].

#### Canne anglaise
- If.... - Lindsay Anderson - Palme d’or, 1969, Cannes, non seulement l’acteur principal prend une gifle monumentale par une fille dans la cafétéria, mais il y a dans ce film une scène de châtiment à la canne anglaise (caning), où l’élève victime est placé penché sur une table, poitrine collée à la table[256].

#### Fouet
- Huit et demi : un film italien réalisé par Federico Fellini, sorti en 1963, dans le harem Marcello Mastroianni menace les femmes avec un fouet scène de fouet[257].
- Dans Le Fantôme de la liberté (1974), « on peut voir Michael Lonsdale inviter sous un fallacieux prétexte tous ses voisins de palier - dont évidemment une congrégation de moines - dans sa chambre d'hôtel pour leur offrir le spectacle du châtiment délicieux infligé par une épouse bénévole, et habillée de cuir noir pour la circonstance (la très représentative Anne-Marie Deschodt), sur son opulent fessier de masochiste, ostensiblement mis en évidence par un pantalon moulant largement échancré par derrière »[258].

#### Autres
- Milady et les Mousquetaires, film de Vittorio Cottafavi (1952). Milady marquée au fer rouge[259].

## Sadisme et masochisme dans les séries télévisées
- Dans Chapeau melon et bottes de cuir (The Avengers, saison 4 et 5, de 1965 à 1967), Emma Peel (Diana Rigg) incarne la femme à la fois dominante et dominatrice. Elle mène ses combats dans une combinaison de cuir, et apparaît en réelle tenue de dominatrice, guêpière, bottes, gants longs et collier à pointes, dans l'épisode Le club de l'enfer (A touch of brimstone, 1966)[260].

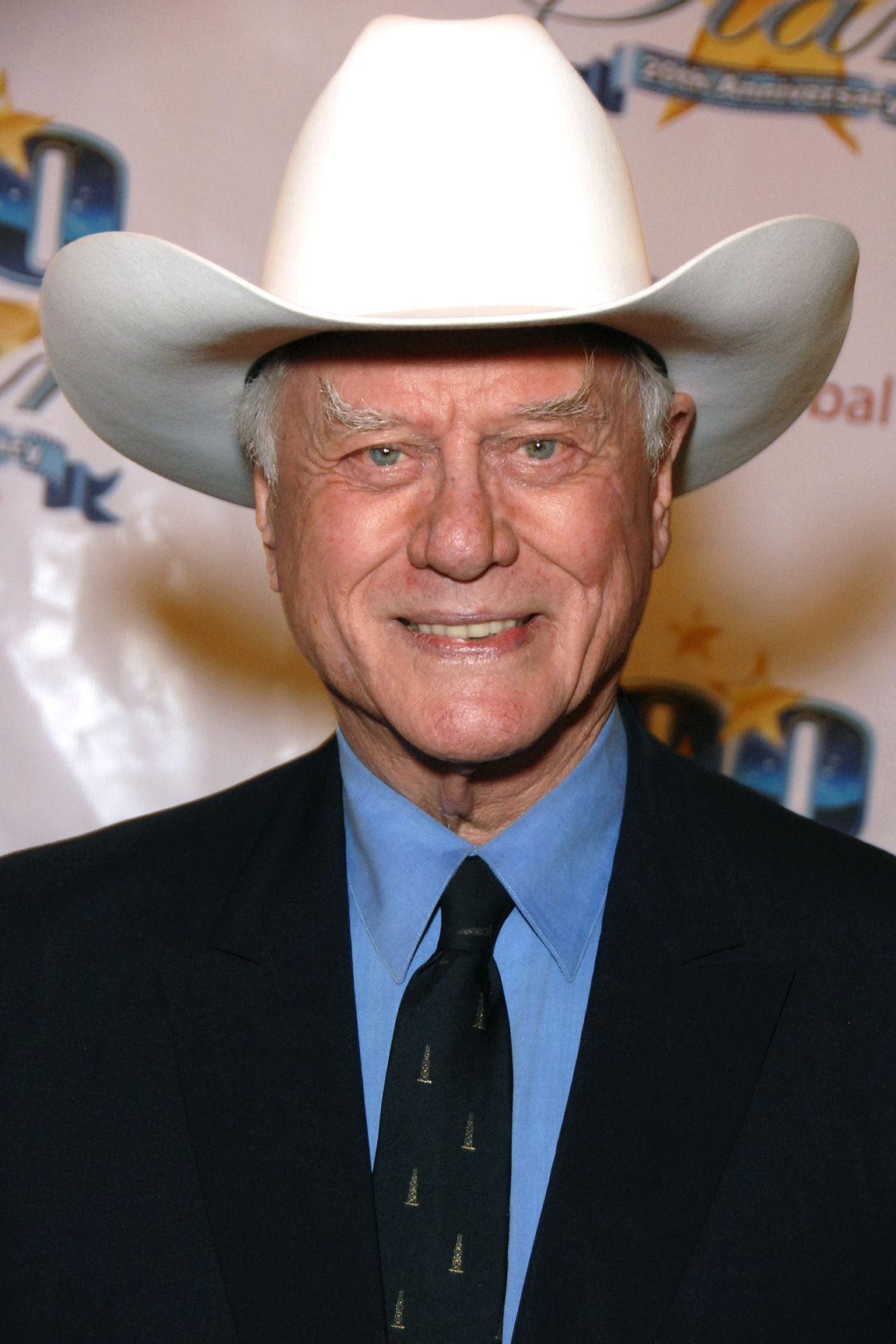
Larry Hagman (J. R. Ewing dans Dallas)

- Larry Hagman (J. R. Ewing dans Dallas)Dallas (1978) : manipulateur et cynique, J. R. Ewing (Larry Hagman) n'hésitera jamais à duper ou faire souffrir n'importe quel membre de sa famille ou a fortiori n'importe quel concurrent commercial lorsque des milliers ou des millions de dollars, ou encore la réputation de son entreprise, sont en jeu. Marié à Sue Ellen Ewing (Linda Gray), il n'hésite pas à lui être très souvent infidèle (y compris en la trompant avec sa jeune sœur), la délaissant totalement voire la méprisant la plupart du temps[261].
- Dans la série télé française PJ (1997), le lieutenant Bernard Léonetti (Charles Schneider) tombe amoureux d'une femme, Mathilde (Isabelle Petit-Jacques), qui s'avère être une dominatrice. Ne trouvant ni intérêt ni plaisir dans cette relation BDSM, il prend ses distances avec elle. Elle finit par se suicider[262].
- Dans New York, unité spéciale (1999), les inspecteurs sont confrontés aux agressions sexuelles intra-familiales, aux crimes passionnels, à la traite d'êtres humains, aux violences contre les femmes par les groupes criminels, aux réseaux de pédophiles[263].
- Dans Les Experts (2000), le superviseur Gil Grissom (William Petersen) nourrit pendant longtemps une attirance pour une dominatrice, Lady Heather (Melinda Clarke), dont il a fait connaissance dans une enquête, et qui l'aidera quelquefois à en résoudre d'autres[264].

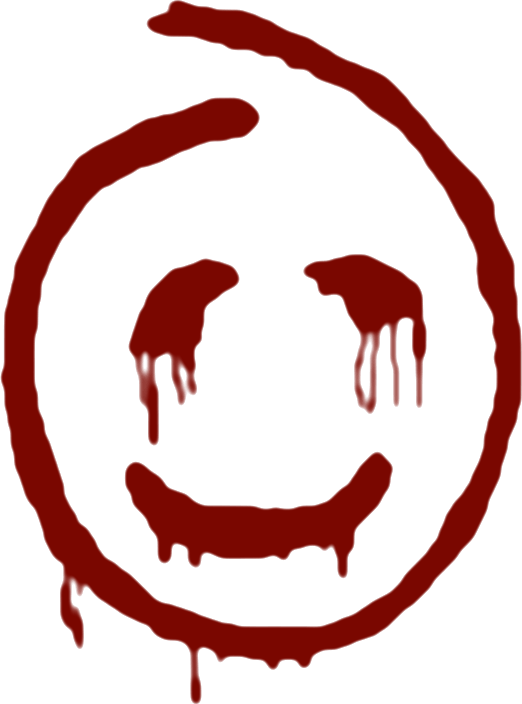
Signature des crimes de John le Rouge

- Esprits criminels (2005) : le bureau d'analyse des comportements du FBI enquête sur des tueurs en série, la plupart d'entre eux s'étant rendus coupables de crimes sadiques[265].
- Mentalist (2008) : le tueur en série John le Rouge a assassiné plus de 20 personnes, essentiellement des femmes, parmi lesquelles l'épouse et la fille du medium Patrick Jane. John le Rouge, dont l'identité ne sera pas révélée avant sa mort, s'avère être « un tueur qui signe ses crimes d’un smiley ensanglanté, un sadique remarquablement intelligent et capable de manipuler ses interlocuteurs pour faire d’eux ses complices, comme autant d’adeptes d’une secte dont il serait le gourou »[266]. En quête de retrouver John le Rouge, Jane devient consultant pour le Bureau Californien d'Investigations. Au milieu des affaires spécifiques à chaque épisode, les meurtres barbares du tueur en série se multiplieront, John le Rouge ayant un penchant à se délecter du regard et de la panique de ses victimes pendant leur agonie[267].
- La série Black Mirror (2011) nous confronte au sadisme ordinaire, quotidien, souvent inconscient, et « pose la question de notre relation à l’univers virtuel et de notre degré d’implication »[268].
- Les Beaux Mecs (2011) : le personnage d'Olga, interprété, selon les époques, par Victoria Abril et par Juana Acosta, gagne sa vie comme dominatrice. « Soit toutes les femmes de la vie de Tony : sa mère, la putain tragique (la touchante Karine Lyachenko) ; son premier amour ; sa maîtresse dominatrice (l'amusante Victoria Abril »[269].
- La série Person of Interest (2011) met en scène un système de surveillance massive développé par un informaticien de génie, Harold Finch (Michael Emerson), mais qui a été remis à des entités sans scrupules. Epaulé par quelques agents de terrain qu'il a recrutés, Finch devra affronter les manipulations des services du renseignement et de la sécurité nationale, un réseau de policiers corrompus et meurtriers, ainsi qu'un dangereux mégalomane, John Greer (John Nolan), prêt à sacrifier la majeure partie de l'humanité pour faire régner sur terre une intelligence artificielle concurrente de celle de Finch[270].
- Le Sherlock Holmes contemporain de la série télé Elementary (2012) entretient des relations ambigües avec des femmes adeptes du sadomasochisme : une dominatrice qui lui a servi d'indic, deux compagnes de jeu, Athena et Minerva, avec lesquelles il reconstitue des scènes de crimes sexuels passés, etc[271].
- Banshee (2013) : le choix des personnages est particulièrement caricatural : « l’ancien repris de justice qui devient shériff. L’homme d’affaires retors et sadique, capable de donner un homme à dévorer par ses chiens mais incapable d’affronter sa nièce. La petite garce qui a le feu au cul parce que son éducation a été trop stricte. »[272]
- The Fall (2013) : jeu du chat et de la souris entre Stella Gibson (Gillian Anderson), commissaire de police, et Paul Spector (Jamie Dornan), psychologue et père de famille, qui traque, puis ligote, viole et assassine des jeunes femmes. Même se sachant traqué par la police, et même une fois identifié puis arrêté, il n'aura cesse de se comporter en manipulateur, poussant son sadisme jusqu'au suicide, afin de ne pas être jugé, et donc de ne pas donner d'explications sur ses crimes aux familles de ses victimes[273].

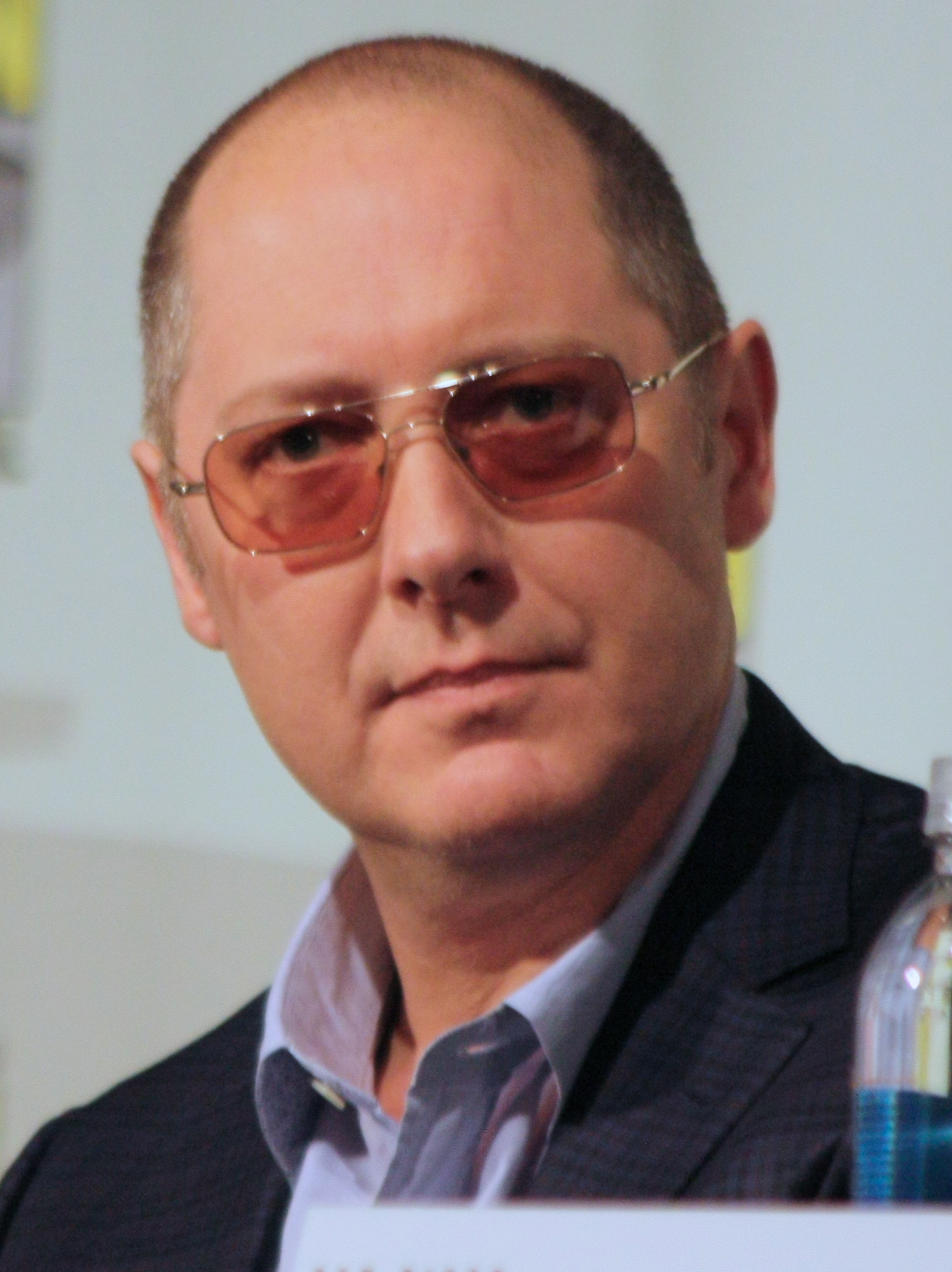
Raymond Reddington (James Spader) dans The Blacklist

- Raymond Reddington (James Spader) dans The BlacklistThe Blacklist (2013) : Raymond Reddington (incarné par James Spader), criminel le plus recherché des États-Unis, se livre spontanément au FBI après plus de 20 ans de cavale. À la faveur d'un accord d'immunité qu'il négocie lui-même avec le Département d'État, il livre à une unité spéciale des criminels particulièrement cruels, parmi lesquels : un homme qui dissout les corps dans des mélanges chimiques de façon à les faire complètement disparaître (épisode : Le Marmiton), une humanitaire qui s'avère être à la tête d'un cartel de trafic d'êtres humains (épisode : Le freelance), un pervers qui dépèce les corps humains pour les empailler (épisode : Le Cartel de Mombasa), un collecteur de dettes qui obtient le « dédommagement » de ses clients en faisant mourir les cibles dans des circonstances atroces (épisode : Le Collecteur de dettes), ou encore un US Marshal corrompu qui broie des corps dans une déchiqueteuse à bois (épisode : Ian Garvey). Dans son organisation, Reddington lui-même dispose d'un associé, Teddy Brimley, spécialiste de la torture sophistiquée pour obtenir des informations des adversaires[274].
- Orange Is the New Black (2013) est une série télévisée américaine créée par Jenji Kohan et diffusée depuis le 11 juillet 2013 sur Netflix. La vie en prison d’une bourge américaine  « Mention particulière également aux deux sœurs ennemies, cheffes de gangs qui ne cessent de s’affronter: Barb et Carol (Mackenzie Phillips et Henny Russell). Un tandem sadique et manipulateur à souhait »[275].
- Stalker (2014) : Beth Davis (Maggie Q) dirige une unité de police spécialisée dans la lutte contre le harcèlement. Un jeune psychopathe, Perry Whitley (interprété par Erik Stocklin), va s'immiscer dans sa vie et en retracer le passé, pour se connecter à l'ex-compagnon de Beth, qu'elle avait fui en changeant d'identité[276].
- Dans Mr Robot (2015), le personnage de Joanna Wellick (Stephanie Corneliussen), femme de pouvoir qui contrôle tout dans la vie et les affaires, s'adonne à des séances de bondage exécutées à sa demande par son époux, lui ordonnant ce qu'elle veut exactement[277].
- La Servante écarlate (2017) : dans cette série les femmes « sont asservies et violées pour donner un enfant aux dominants stériles. Une fiction féministe montrant la fragilité des droits des femmes. [...] Le féminisme de la série est donc à double détente. Dans l’organisation de Gilead, s’exerce la domination d’une classe de femmes dominées, égoïstes et parfois sadiques, sur d’autres femmes, mises à leur service : le nom de handmaid désigne bien les “femmes toutes mains”. Les formes de service et de servitude [...] font aujourd’hui vivre les sociétés occidentales aux dépens d’une armée invisible d’aidant.e.s. “Armée”, c’est le terme que reprend June : car une armée peut aussi se mobiliser, et agir. “Quand ils ont massacré le Congrès, on ne s’est pas réveillés, quand ils ont tout mis sur le dos des terroristes et suspendu la Constitution, on ne s’est pas réveillés non plus.” »[278]. Un des personnages parmi les plus sadiques de la série est bien "Aunt Lydia", elle est terrifiante, elle organise des scènes de lapidation « La violence emmagasinée par les servantes ressurgit dans un rituel collectif, orchestré par leur gardienne sadique Aunt Lydia (Ann Dowd), quand les femmes sont encouragées à lyncher un homme qui aurait violé une des leurs. Alors même que nous venons de voir un viol autorisé par le système »[279].
- Bonding (programme original Netflix, 2019) : Tiff (Zoe Levin), étudiante le jour, est une maîtresse dominatrice le soir. Son meilleur ami Pete est entrainé dans son univers de la domination[280].

## Dessins animés
« En couleurs puis en scope, Tom n’a cessé de poursuivre Jerry sans succès de film en film. On a tout dit sur le sadisme, la violence, la cruauté des gags qui émaillent ces folles poursuites où toutes les lois de la physique sont abolies et où la raison finit par chavirer. ».

Ce que nous explique Jean Tulard vaut en réalité pour un large pan des dessins animés à très grande diffusion : chez Disney avec Les 101 Dalmatiens, La Belle et le Clochard et même Mickey, chez Tex Avery avec Bugs Bunny ou Bip Bip et Coyote.

À chaque fois, l’on y retrouve un prédateur s’acharnant sur sa proie, un bourreau tyrannisant sa victime.

## Anecdotes
- Anachronisme : dans un péplum, on entend Pétrone dire à Néron lors des jeux du cirque : "Ce que tu es sadique, Néron !" Le mot n'apparaîtra qu'avec Sade au début du XIXe siècle[284].